# Джон Рональд Руел Толкін
Джон Ро́нальд Ру́ел То́лкін, CBE FRSL (англ. John Ronald Reuel Tolkien; 3 січня, 1892 — 2 вересня, 1973) — англійський письменник, поет, філолог, професор, класик світової літератури XX століття та один із фундаторів жанрового різновиду фантастики — високе фентезі. Найбільш відомий як автор «Гобіта, або Туди і Звідти», «Володаря перснів» та «Сильмариліона».
Толкін обіймав посади професора англосаксонської мови Роулінсона і Босуорта в Пемброк-коледжі Оксфордського університету (1925—1945), англійської мови та літератури Мертона в Мертон-коледжі Оксфордського університету (1945—1959). Разом із близьким другом Клайвом Льюїсом входив до неформальної літературознавчої дискусійної групи «Інклінги». 28 березня 1972 року одержав звання командора Ордена Британської імперії від королеви Єлизавети II.
Після смерті Толкіна його син Крістофер випустив кілька творів, заснованих на великій кількості записів і неопублікованих рукописів батька, в тому числі «Сильмариліон». Ця книга разом із «Гобітом» і «Володарем перснів» становить зібрання казок, віршів, вигаданих історій, штучних мов і літературних есе про вигаданий світ під назвою Арда і його частини Середзем'я. У 1951—1955 роках для позначення цих творів Толкін використовував слово «легендаріум» (англ. legendarium).
Багато авторів писали твори в жанрі фентезі і до Толкіна, однак через велику популярність та значну прихильність до жанру багато хто вважає Толкіна «батьком» сучасної фентезі-літератури, яку називають, головним чином, «високим фентезі».
- У 2008 році британська газета The Times поставила його на шосте місце в списку «50 найбільших британських письменників з 1945 року».
- У 2009 році американський журнал Forbes назвав його п'ятим серед померлих знаменитостей із найбільшим прибутком.
- У 2019 році вийшов фільм (біографічна драма) «Толкін» (США). Режисер — Доме Карукоскі. Образ письменника втілив Ніколас Голт.

## Біографія

### Дитинство

Рональд і Гіларі Толкіни (1905)

Народився в місті Блумфонтейн (на той час столиці Оранжевої Вільної Держави, нині адміністративний центр Південноафриканської Республіки) у сім'ї банківського службовця, співробітника «Бенк оф Ефріка» (Bank of Africa) Артура Руела Толкіна (англ. Arthur Reuel Tolkien; 1857–1896) та його дружини Мейбл Толкін, до шлюбу Сáффілд (англ. Mabel Tolkien, née Suffield; 1870–1904). 17 лютого 1894 р. у подружжя народилася друга і остання дитина — Гíларі Артур Руел Толкін (англ. Hilary Arthur Reuel Tolkien; † 1976 р.).
У зв'язку з погіршенням здоров'я, в три роки Толкін разом із меншим братом та матір'ю вирушили до Англії на тривалі гостини до родичів, однак через рік в Африці від ревматизму помер батько і сім'я залишилася жити у Великій Британії. Спершу Толкіни мешкали у Саффілдів у Бірмінгемі, згодом переїхали до його передмістя (а зараз частини міста) Сéргоул-Міллза (англ. Sarehole Mills).

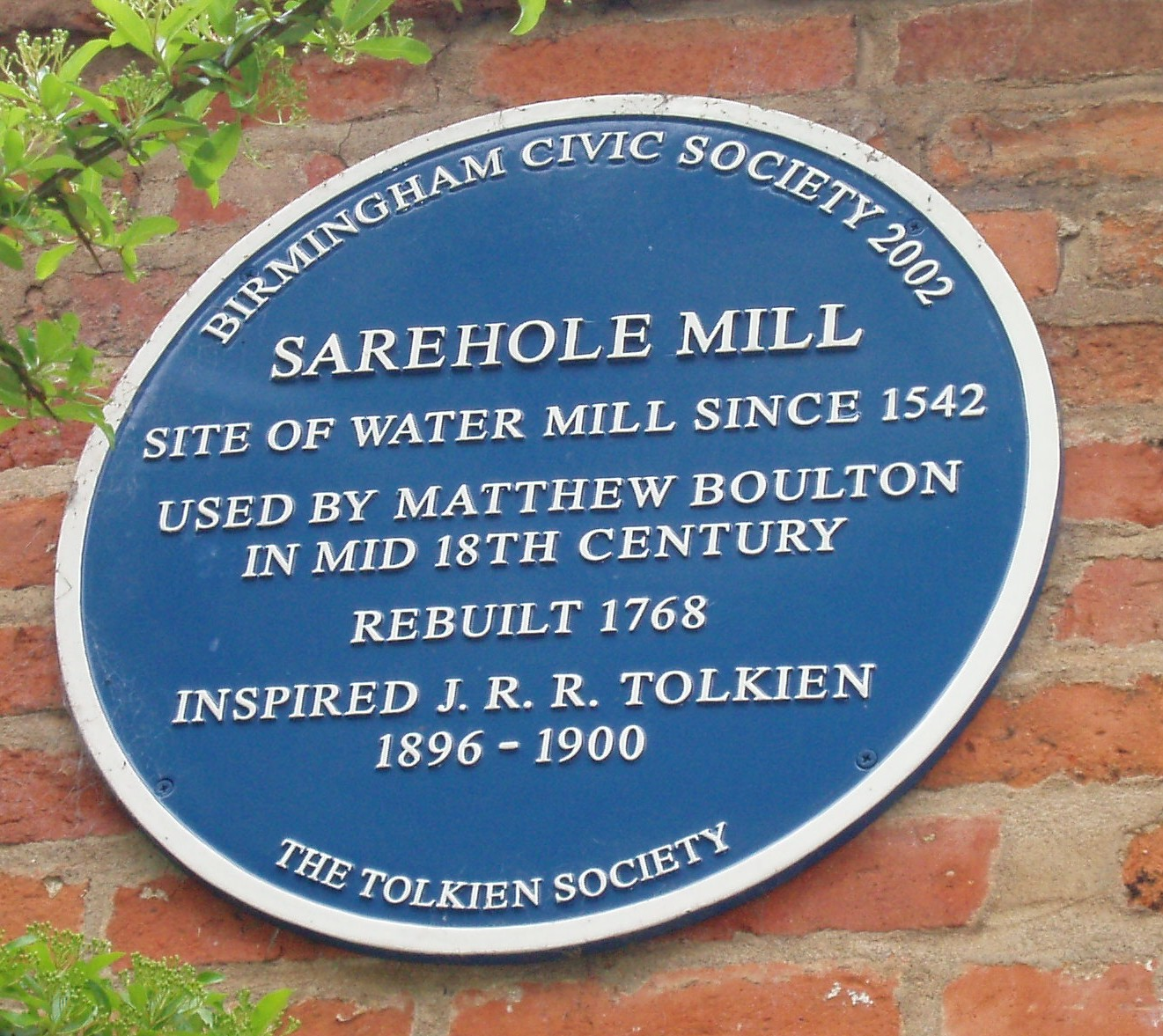
Меморіальна дошка пам'яті Дж. Р. Р. Толкіна у Сергоул-Міллз

Початкову освіту Дж. Р. Р. Толкін здобув удома з матір'ю, яка навчила його читати, писати, малювати, а також основ латини. Водночас Мейбл Толкін, шукаючи духовної опори у складному житті, за порадою своєї зовиці Грейс у 1900 р. навернулася у католицьку віру, що в свою чергу позбавило й без того небагату мати-одиначку фінансової підтримки батьків і родичів-баптистів. За чотири роки у Редналі вона померла від цукрового діабету, попередньо передавши опіку над дітьми отцю Френсісу Хав'єру Моргану (англ. Fr. Francis Xavier Morgan) із Бірмінгемської Ораторії. Толкін переїхав у притулок місіс Фолкнер (англ. Mrs. Faulkner) для дітей-сиріт до Еджбастона (англ. Edgbaston), району Бірмінгема.

### Шкільні та університетські роки
Із 1900 р. Дж. Р. Р. Толкін навчався в школі імені Короля Едуарда (англ. King Edward’s School), при цьому в період 1903–1904 років він із братом певний час навчався в школі св. Філіпа Граматика (англ. St. Philip’s Grammar School). Пізніше він навчався в Ексетер-Коледжі у складі Оксфордського університету, спеціалізуючись на вивченні класичних мов, проте у 1915 році отримав диплом із відзнакою за спеціальністю «англійська філологія».
Під час навчання у Школі ім. Короля Едуарда Дж. Р. Р. Толкін познайомився з Робертом Гілсоном (англ. Rob Gilson, 1893–1916), Джеффрі Смітом (англ. Geoffrey Smith, 1894–1916) та Крістофером Вайзменом (англ. Christopher Wiseman). Учотирьох вони заснували неформальне товариство «ЧКБТ» — «Чайний Клуб і Барровіанське товариство» (англ. Tea Club and Barrovian Society (TCBS)), назване так через те, що хлопці полюбляли збиратися потайки в бібліотеці школи або сусідньому універмазі «Берроуз», латинізована назва якого і дала компанії ім'я. Навіть після закінчення навчання друзі підтримували спілкування аж до самої війни. Саме на зустрічах «ЧКБТ» Толкін вирішив писати поезії.

### Шлюб

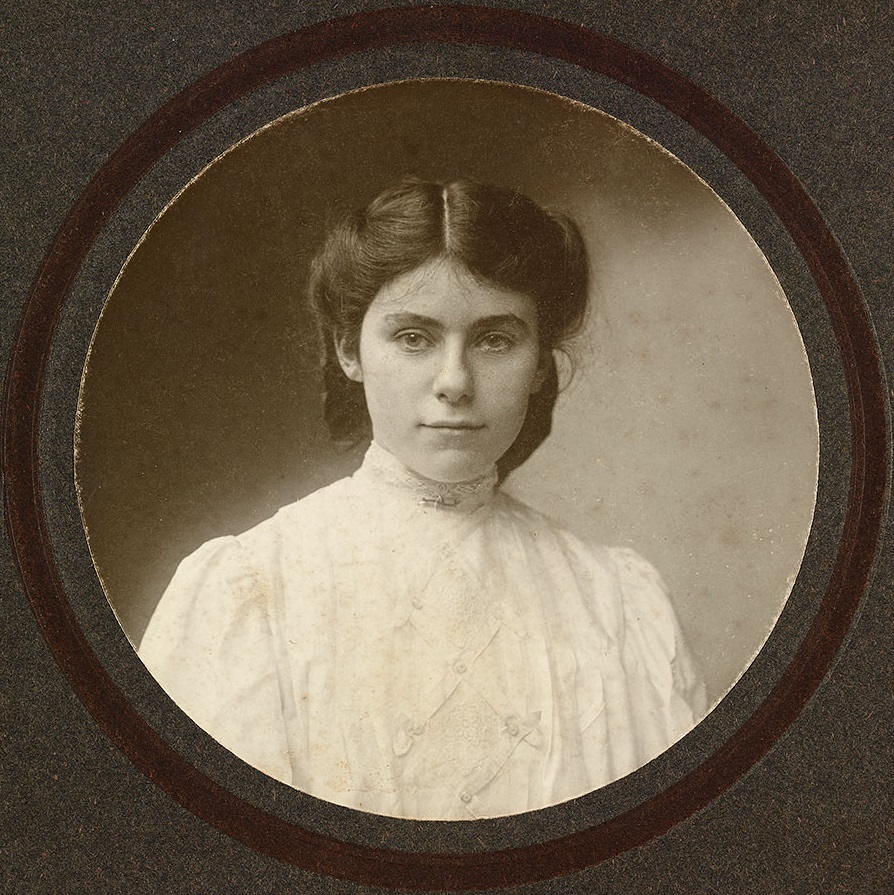
Едіт Бретт (1906)

У 1908 р. Толкін познайомився із сусідкою по пансіонату місіс Фолкнер, такою ж сиротою, як і він, Едіт Мері Бретт (англ. Edith Mary Bratt, 1889–1971), старшою від нього на три роки. Він у неї швидко закохався і, що не виключено, унаслідок цього провалив іспит на стипендію до Оксфордського університету. Наляканий ранніми стосунками та почуттями Рональда до старшої дівчини, ще й протестантки за віросповіданням, отець Морган заборонив хлопцеві спілкуватися з Едіт до його повноліття. На свій двадцять перший день народження Толкін написав листа до Едіт із проханням одружитися з ним, на який та відповіла, що вже заручилася, вважаючи, що він її забув. Рональд поїхав до неї і переконав повернути обручку нареченому. За наполяганням хлопця вона також навернулася у католицизм, після чого вони формально оголосили про заручини у січні 1913 р., а 22 березня 1916 р. взяли шлюб у Церкві Пресвятої Непорочної Діви Марії (англ. Saint Mary Immaculate Church) у місті Ворик (Англія).

### Воєнні роки
Після закінчення університету Толкін добровільно записався до лав війська. Його зарахували до складу Ланкаширського стрілецького полку (англ. Lancashire Fusiliers) у званні молодшого лейтенанта. Протягом 11 місяців він проходив вишкіл у Кеннок-Чейсі (англ. Cannock Chase, Стаффордшир), а 4 червня 1916 р. його перевели до 11-го батальйону зазначеного полку в складі Британського експедиційного корпусу.
Під час Битви на Соммі Толкін служив офіцером зв'язку. 27 жовтня того ж року його госпіталізували із окопною гарячкою, яка протягом наступних двох років давала рецидиви і постійно вимагала лікування. Решту війни Рональд провів у тилу, в Англії, переїжджаючи з гарнізону до гарнізону та займаючись штабною роботою. Саме в цей час він почав працювати над міфологією та історією вимріяного в думках світу, що пізніше перетвориться на всесвіт, у котрому відбуваються події роману «Володар Перснів». 16 листопада 1917 року Едіт народила первістка — Джона Френсіса Руела (англ. John Francis Reuel, помер 2003 р.).
Із війська Толкін демобілізувався у званні лейтенанта.
Війна залишила помітний відбиток на свідомості письменника. Під час неї він утратив двох друзів із «ЧКБТ»: Р. Гілсона та Дж. Сміта. І в подальшому під час складного процесу написання «Володаря Перснів» Толкін тяжко, депресивно переживав період Першої світової війни.

### Університетський період
Одразу після війни Толкіна запросили до участі в створенні новітнього словника англійської мови, який згодом став відомим як «Оксфордський словник англійської мови» (англ. Oxford English Dictionary, 1928). У його обов'язки входило вивчення етимології та історії слів германського походження, що починаються на букву W. Водночас він заробляв приватними уроками англійської мови.
У 1920 році Толкіна запросили на посаду старшого лектора з англійської мови в Лідському університеті. Саме тут майбутній автор «Володаря Перснів» здобув репутацію провідного англіста свого часу. Уже за два роки він опублікував «Словник середньоанглійської мови», а після приїзду ще одного видатного спеціаліста в галузі, Еріка Гордона, вони вже вдвох оприлюднили нову редакцію відомого тексту із циклу Артурівських легенд — «Сер Гавейн і Зелений Лицар» (англ. Sir Gawain and the Green Knight). У 32 роки він став наймолодшим на той час професором в історії свого університету. Загалом у Лідсі Толкіни прожили чотири роки. За період його роботи тут, у письменника народилося ще двоє дітей: Майкл (англ. Michael Hilary Reuel, 22 жовтня 1920 — 27 лютого 1984) та Крістофер (англ. Christopher John Reuel, нар. 21 листопада 1924 р.).
Восени 1925 року Толкіна обрали професором староанглійської мови в рідному Оксфорді, і він залюбки туди повернувся. Працював спершу на посаді професора у Пембрук-Коледжі, а з 1945 року — у Мертон-Коледжі на посаді професора англійської мови і літератури. У 1936 році він виголосив публічну лекцію «„Беовульф“: чудовиська і критики» (англ. Beowulf: The Monsters and the Critics), яка справила беззаперечний вплив на всю традицію вивчення середньовічної епічної літератури.
В Оксфорді ж поет і письменник увійшов до лав неформального професорського літературного клубу «Інклінґи», де остаточно здружився з іще одним майбутнім відомим письменником, своїм колегою Клайвом Стейплзом Льюїсом, спілкування з яким розпочалося ще з часів іншого неформального об'єднання — клубу декламаторів ісландських саг «Коулбайтер» (англ. Coalbiter, дослівно «Вуглежер»). Зокрема Толкін відіграв першочергову роль у наверненні К. С. Льюїса до релігії і подальшому перетворенні останнього на християнського апологета. Щоправда, у старшому віці їхня дружба помітно ослабла, що було викликане як зверненням симпатій Толкіна до ще одного «інклінґа» — письменника Чарльза Вільямса, так і перемінами в житті самого Льюїса: шлюбі та значній публічності життя.

### Останні роки життя

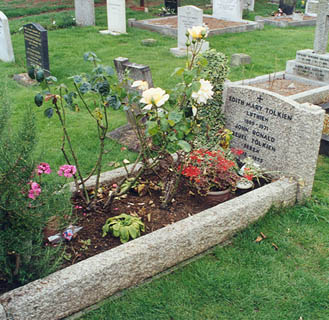
Могила подружжя Толкінів на Вулверкотському цвинтарі (Оксфорд, Англія)

У 1959 році Толкін вийшов на пенсію. Комерційний успіх його книг забезпечив його родині заможне життя. Свідченням суспільного і загальнонаціонального визнання письменника став Орден Британської імперії, який йому вручила королева Єлизавета ІІ 28 березня 1972 року під час прийняття в Букінгемському палаці. Однак щораз сильніша увага громадськості до толкінівських сюжетів та творів, а також до його особистого життя змусили подружжя переїхати на південне узбережжя, біля м. Борнмут (Дорсет, Англія). 29 листопада 1971 року Едіт Толкін померла у віці 82-ох років, її поховали на оксфордському Вулверкотському цвинтарі (англ. Wolvercote Cemetary), а на надгробку, за особистим розпорядженням чоловіка, вигравіювали ім'я Лутієн (Lúthien) — героїні толкінівського епосу, з якою він її все життя ототожнював. Джон Рональд Руел Толкін помер 2 вересня 1973 році від масивної кровотечі з виразки шлунка, коли гостював у своїх друзів, подружжя лікарів Толгерстів (англ. Tolhurst), у Борнмуті. Похований поруч із дружиною.

## Літературна творчість
Перші літературні (власне, поетичні) спроби Толкіна датуються початком 1910-их рр. під час його «членства» у «Чайному клубі…», учасники якого всіляко заохочували прояви індивідуальної творчості. За словами біографа Г. Карпентера, непрямий вплив на майбутнього письменника могли справити викладачі англійської літератури у Школі ім. Короля Едуарда Джордж Бруертон (англ. George Brewerton) та Р. В. Рейнольдз (англ. R. W. Reynolds), які намагалися прищепити своїм учням любов до поезії. Опосередковано на рішення Толкіна зайнятися віршуванням також уплинула постановка п'єси Джеймса Баррі «Пітер Пен», яку він побачив у квітні 1910 р., а також творчість католицького поета-містика Френсіса Томпсона (англ. Francis Thompson).

### Впливи
Згодом із усіх попередніх та наступних літературних впливів кристалізувався певний корпус текстів, естетика яких стала каркасом власного міфотворення письменника.
Витоки багатьох толкінівських сюжетних ліній та образів ховаються в германо-скандинавській епічній літературі та англо-саксонській книжній, поетичній традиції. Зокрема, осібно слід виділити англо-саксонський епос «Беовульф», скандинавські Старшу (віршовану) та Молодшу (прозову) Едди, «Пісню про Нібелунґів», а також низку давньоісландських саг.
Толкін особисто визнавав вплив античної літератури (Гомера, Софокла тощо), карело-фінського епосу «Калевала», кельтської (валлійської та шотландської) народної демонології та легенд.
Біографи письменника також відзначають вплив філософських та історичних творів античних авторів, зокрема Боецієвої «Розради філософією» в перекладі короля Вессексу Альфреда Великого (близько 849 — бл. 900), писань Вергілія і Тацита.
Одним із найсерйозніших вражень Толкіна стала творчість члена Товариства виставки мистецтв і ремесел (англ. Arts and Crafts Exhibition Society), ерудита і всебічно обдарованого митця Вільяма Морріса (англ. William Morris, 1834—1896). Майбутній творець «Володаря Перснів» наслідував фантастичну, стилізовану під раннє середньовіччя, поетику його романів та поем. Поряд із цим іменем також необхідно згадати роман старшого колеги Толкіна в галузі медієвістики і такого самого шанувальника епічної традиції європейської Півночі Еріка Рюкера Еддісона (англ. Eric Rücker Eddison, 1882—1945), чий роман «Змій-уроборос» (The Worm Ouroboros, 1922) нині вважається одним з найперших яскравих зразків раннього епічного фентезі.
Дитяча чарівна казка нині забутого письменника Едварда Вайк-Сміта (англ. Edward Wyke-Smith, 1871—1935) «Дивовижний край снерґів» (Marvellous Land of Snergs, 1927) стала беззаперечним джерелом натхнення під час створення Дж. Р. Р. Толкіном образу народу гобітів.
Починаючи з Едварда М'юїра, літературні критики віднаходили у Толкіна численні ремінісценції романів англійського пригодницького автора Генрі Райдера Гаґґарда (зокрема, «Вона») та історичних книг Семюела Разерфорда Крокетта (дивись його роман «Чорний Даґлас»).

### Рання творчість
До середини 30-их рр. XX ст. Толкін лишався маловідомим літератором, чиї поезії з'являлися або в профільних філологічних журналах, або у випадкових публікаціях. Однак уже у воєнні роки (після Битви на Соммі) він займався конструюванням вторинного чарівного світу і писав історії про нього. Чи не першим поштовхом до індивідуальної міфотворчості став малозрозумілий рядок із поезії «Христос» (Crist II) ченця Кюнефульфа: «Eala Earendel, engla beorhtast, // ofer middangeard monnum sended» («Слався, Еаренделе, найясніший із янголів, // над середні землі посланий людям»). Пізніше Толкін пригадував:
|  | Я дивним чином схвилювався, нібито ці рядки потурбували вві сні щось, що тривалий час снило в моїй душі. За цими словами ховалися далечінь, дивина і краса, які (коли це дано збагнути моєму розумові) були недосяжно давніші від староанглійської мови. |

Намагаючись зрозуміти (шляхом творчого осяяння), що можуть значити ці слова, Толкін почав вимислювати світ для цього «Еарендела», результатом чого став корпус авторських міфів, уперше оприлюднених у «Книгах утрачених переказів» у 1983—1984 рр., а дві найвизначніші сюжетні лінії (про Берена та Лутієн і Туріна Турамбара) розвинулися у цілком незалежні поеми, надруковані у «Піснях Белеріанду» (1985). Остання, до речі, за сприянням сина письменника К. Дж. Р. Толкіна, була зрештою ще й утілена у прозі — у книзі «Діти Гуріна» (2007).
Уся сукупність легенд та міфів про вигаданий світ Середзем'я за життя Толкіна так ніколи оприлюднена і не була. Видавці ні до, ні після успіху «Гобіта» не наважувалися їх видавати, побоюючись незвичності жанру, обраного автором. Останній планував зробити з них додаток до «Володаря Перснів», що мав бути надрукований разом з романом, проте і на цей крок (з ринкових та загальноекономічних міркувань) видавництва не пішли. В останні роки життя Толкін захопився суттєвим перекроюванням легенд, складених раніше, тому до послідовного, цілісного вигляду їх так і не довів. Уперше світ їх побачив за редакцією Толкіна під назвою «Сильмариліон» у 1977 році, а згодом — у вигляді різноманітних чернеткових записів із розлогими коментарями того самого Толкіна — у перших 5-ти (ранні версії) і 10-му та 11-му томах (пізні версії) «Історії Середзем'я».
Крім творів, пов'язаних зі вторинним світом майбутніх «Гобіта» та «Володаря Перснів», Толкін писав різноманітні історії для своїх дітей, зокрема «Листи від Різдвяного Діда», «Містер Блісс», «Роверандом», «Коваль із Великого Вуттона», «Листок, намальований Ніґґлем» та «Фермера Джайлса з Хему», більшість яких була вперше оприлюднена лише після феноменального успіху «Володаря Перснів», коли саме ім'я автора було запорукою фінансової вигоди від видання.

### «Гобіт» і «Володар Перснів»
Досить несподіваний зсув у творчості від епічних історій про світ Середзем'я до того, що згодом стало дитячою чарівною казкою «Гобіт», за свідченнями самого Толкіна, відбувся спонтанно і несподівано. Під час перевірки студентських контрольних робіт йому трапився не зрозуміло чому залишений чистим аркуш, на котрому письменник вивів слова: «У норі під землею жив собі гобіт». Потім письменник пояснював, що «не знав і не знаю, чому [я це зробив]».
Книжка, написана між 1930 і 1935 роками, спочатку читалася дітям. У 1936 р. про її існування дізнався агент лондонського видавництва «Джордж Аллен енд Анвін» Сьюзен Деґналл (англ. Susan Dagnall). Книгу схвально зустріли читачі, й видавець замовив Толкіну продовження історії про пана Більбо Беггінса. Про процес написання роману, який затягнувся більш ніж на десять років, сам автор писав наступне:
|  | Ця оповідь зростала по ходу її розгортання, поки не перетворилася на історію Великої війни за Перстень і не стала включати чимало епізодів давнішої історії, що їй передувала. […] Заохочений проханнями читачів, котрих цікавили гобіти та їхні пригоди, я повернувся [по великій паузі і спробі довести до завершення власний легендаріум] до продовження. Однак розповідь неминуче тягнуло до старішого світу, поки вона не перетворилася на, так би мовити, історію, що мала кінець перед тим, як з’явилися її початок та середина. |

І без того популярний, роман злетів до статусу культового під час молодіжного руху хіпі середини 60-их рр. XX ст. Цьому, безперечно, посприяло піратське (а тому дешеве) видання роману американським видавництвом «Ейс букс» (англ. Ace Books) 1965 р.
Біографи письменника цитують неназвану американську газету, чим досить точно характеризують настрої читачів Толкіна:
|  | У Єльському університеті трилогія розпродається швидше, ніж „Володар мух” Вільяма Ґолдінґа на піку своєї популярності. У Гарварді вона випереджає „Над прірвою у житі” Дж. Д. Селінджера. |

За життя письменник більше не надрукував жодного твору, пов'язаного з вигаданим світом Середзем'я, якщо не враховувати книжечки дитячих віршів «Пригоди Тома Бомбадила» (1962), чиї персонажі існували ще до появи «Володаря Перснів» і були включені в нього з цілком інших на те причин. Тому поява у 1977 р. «Сильмариліону», збірки квазілегенд із ранньої історії всесвіту «Гобіта» та названого вище роману, скомпільованої сином Дж. Р. Р. Толкіна Крістофером та майбутнім популярним фентезійним письменником Ґаєм Кевріелом Кеєм, укотре посилила інтерес до творчості Толкіна. Ґрунтовну характеристику трьом основним творам, на яких базується сучасне зацікавлення автором, дав російський літературознавець Володимир Гаков:

Усе разом є складним і водночас надзвичайно органічним злиттям багатьох жанрів: філософсько-фантастичного епосу («Іліада» й «Одіссея» фантастичної літератури), який охоплює всю світобудову, космологію й історію; сюжетно насиченого пригодницького «роману пошуку» (the quest novel) і запозиченого в міфології «подорожі-кільця»; алегоричної притчі про розтлівущу природу Влади та місце індивідууму в Історії; з любов'ю та професійним знанням створеного фантастичного світу — Середзем'я (the Middle-earth), населеного як людьми, так і різними міфологічними істотами: ґоблінами, гобітами, ельфами тощо; оригінальною «лінгвістичною фантазією», яка не знає собі рівних із часів Л. Керролла; ескапістським фентезі, що містить потужний релігійно-моральний заряд; квазіісторичних хронік, які охоплюють період у десятки сторіч та стосуються доль сотень персонажів; своєрідної «консервативної утопії»; містичного Апокаліпсису, що розуміється в канонічному християнстві (як кінець старого світу та ява світу нового); фольклорної казки, яка використовує мотиви скандинавської, англо-саксонської та інших міфологій […] Надзвичайна насиченість епосу Толкіна темами, сюжетами, міфологічними та символічними нашаруваннями та алегоріями не випадково призвела до «повальної» зацікавленості його творчістю як із боку філологів-літературознавців, так і широкого кола читачів. Наукова «толкініана» в англо-американському літературознавстві сама по собі є безпрецедентним феноменом.

Толкін став творцем кількох вигаданих мов: квенья, синдарин. Він знав кілька десятків мов, тому вигадані складав багато в чому керуючись красою звучання.

## Об'єкти, названі на честь Толкіна
На честь Дж. Р. Р. Толкіна (власне, його іменем) була названа низка об'єктів довкілля Землі та космосу. Зокрема:
- астероїд 2675 Толкін у Головному поясі астероїдів, відкритий Мартіном Воттом (Martin Watt) у 1982 році;
- морський рачок Leucothoe tolkieni із системи підводних хребтів Наска і Сала-і-Ґомес у Тихому океані[20];
- жук-стафілініда Gabrius tolkieni Schillhammer, 1997, що мешкає у долині Індува-Кхола (Кхандбарі, Непал) (Schillhammer H. Taxonomic revision of the Oriental species of Gabrius Stephens (Coleoptera: Staphylinidae) // Monographs on Coleoptera, 1997. — Vol. 1. — P. 36.);
- рід викопних трилобітів Tolkienia із родини Acastidae (Phacopida)[21];
- викопний двустулковий молюск Martesia (Paramartesia) tolkieni[22];
- сорт орхідей Miltassia olmec x brassia Edvah Loo «Shelob Tolkien».

## Повна бібліографія творів Дж.Р.Р.Толкіна
Твори англійського письменника Джона Рональда Руела Толкіна у переліку наводяться українською мовою при наявності оприлюднених перекладів і мовою оригіналу — за їх відсутності (із зазначенням приблизного перекладу у квадратних дужках).

### Поезія Дж.Р.Р.Толкіна
До переліку поезій включено всі відомі та оприлюднені (за життя чи посмертно) поетичні твори Дж. Р. Р. Толкіна. Враховуючи природу поетичного перекладу, українською мовою їхні заголовки не наводяться.
- 1911 — «The Battle of the Eastern Field» // King Edward's School Chronicle (Birmingham). — N.S. — Vol. 26. — No. 186 (March 1911). — P. 22—26 (повторна публікація: Mallorn. — No. 12 (1978). — P. 24—28);
- 1913 — «From the many-willow'd margin of the immemorial Thames» // The Stapeldon Magazine (Oxford). — Vol. 4. — No. 20 (December 1913). — P. 11;
- 1914 — «The Voyage of Eärendel the Evening Star» (надруковано у «The Book of Lost Tales 2» [Книга втрачених переказів][23]);
- 1914 — «The Bidding of the Minstrel» («The Book of Lost Tales 2»);
- 1914 — «Tinfang Warble» («The Book of Lost Tales 1»);
- 1915 — «Goblin Feet» // Oxford Poetry 1915 / Ed. by G. D. H. C[ole] and T. W. E[arp]. — Oxford: Blackwell. P. 64—65. (повторна публікація у «The Annotated Hobbit»);
- 1915 — «You and Me / and the Cottage of Lost Play» («The Book of Lost Tales 1»);
- 1915 — «Kôr», під заголовком «The City of the Gods» надруковано у 1923: Microcosm (Leeds) — Vol. 8. — No. 1 (Spring 1923). — P. 8. (згодом у «The Book of Lost Tales 1»);
- 1915 — «Kortirion among the Trees» (нові редакції у 1937 р. й у 1960-их рр., «The Trees of Kortirion»);
- 1915 — «Over Old Hills and Far Away»;
- 1915 — «A Song of Aryador»;
- 1915 — «The Shores of Elfland»;
- 1916 — «Habbanan beneath the Stars»;
- 1916 — «The Sorrowful City»;
- 1917 — «The Song of Eriol» («The Book of Lost Tales 2»);
- 1917 — «The Horns of Ulmo»;
- 1920 — «The Happy Mariners» // The Stapeldon Magazine (Oxford). — Vol. 5. — No. 26 (June 1920). — P. 69—70. (складено у 1915 р.);
- 1920 — «The Children of Húrin» (розпочато, можливо, раніше, процес складання тривав до 1925 р.) («The Lays of Beleriand»);
- 1922 — The Clerke's Compleinte" // The Gryphon (Leeds). — N.S. — Vol. 4. — No. 3 (December 1922). — P. 95;
- 1923 — «Iúmonna Gold Galdre Bewunden» // The Gryphon (Leeds). — N.S. — Vol. 4. — No. 4 (January 1923). — P. 130. (відредаговане видання: Oxford Magazine (Oxford). — Vol. 55. — No. 15 (4 March 1937). — P. 473.);
- 1923 — «The Eadigan Saelidan»;
- 1923 — «Why the Man in the Moon Came Down Too Soon» // A Northern Venture: Verses by Members of the University of Leeds University English School Association. — Leeds: At the Swan Press, [June] 1923. — P. 17—19.;
- 1923 — «Enigmala Saxonica — a Nuper Inventa Duo» // A Northern Venture: Verses by Members of the University of Leeds University English School Association. — Leeds: At the Swan Press, [June] 1923. — P. 20.;
- 1923 — «The Cat and the Fiddle: A Nursery-Rhyme Undone and its Scandalous Secret Unlocked» // Yorkshire Poetry (Leeds) — Vol. 2. — No. 19 (October — November 1923). — P. [1]—[3].;
- 1924 — «An Evening in Tavrobel» // Leeds University Verse 1914—1924. — Leeds: At the Swan Press, 1924. — P. 56.;
- 1924 — «The Lonely Isle» // Leeds University Verse 1914—1924. — Leeds: At the Swan Press, 1924 — P. 57.;
- 1924 — «The Princess Ni» // Leeds University Verse 1914—1924. — Leeds: At the Swan Press, 1924. — P. 58;
- 1925 — «Light as Leaf on Lindentree»;
- 1925 — «The Flight of the Noldoli from Valinor» («The Lays of Beleriand»);
- 1925–1931 — «The Lay of Leithian» («The Lays of Beleriand»);
- 1920-і рр. — «The Lay of Eärendel» («The Lays of Beleriand»);
- 1927 — «The Nameless Land» // Realities: An Anthology of Verse / Ed. by G. S. Tancred. — Leeds: At the Swan Press, 1927. — 31 p.;
- 1927 — «Adventures in Unnatural History and Medieval Metres, being the Freaks of Fisiologus» (Stapeldon Magazine (Oxford). — Vol. 7. — No. 40 (June 1927). — P. 123—125.):
  - «Fastitocalon»;
  - «Iumbo»;
- 1927 — «Tinfang Warble», складено у 1914 р.;

бл. 1931 — «Mythopoeia» («Tree and Leaf»);
- 1931 — «Progress in Bimble Town» (Devoted to the Mayor and Corporation) // The Oxford Magazine (Oxford). — Vol. 50. — No. 1 (October 15th, 1931). — P. 212.;
- 1933 — «Errantry» // The Oxford Magazine (Oxford). — Vol. 52. — No. 5 (November 9th, 1933). — P. 180.;
- 1934 — «The Adventures of Tom Bombadil» // The Oxford Magazine (Oxford). — Vol. 52. — No. 13 (February 13th, 1934). — P. 464—465.;
- 1934 — «Firiel» // The Chronicle of the Convent of the Sacred Heart, Roehampton, 4 (1934), — P. 30—32, ill.;
- 1934 — «Looney» // The Oxford Magazine (Oxford). — Vol. 52. — No. 9 (January 18th, 1934). — P. 340.;
- 1936 — «Songs for the Philologists», разом із Е. В. Ґордоном та іншими (Tolkien, J. R. R., Gordon, E. V. & others. Songs for the Philologists. — London: Department of English at University College, 1936. iv. — 32 p.):
  - «Bagme Bloma»;
  - «Éadig Béo þu!»;
  - «Frenchmen Froth»;
  - «From One to Five»;
  - «I Sat upon a Bench»;
  - «Ides Ælfscýne»;
  - «La Húru»;
  - «'Lit' and 'Lang'»;
  - «Natura Apis: Morali Ricardi Eremite»;
  - «Ofer Wídne Gársecg»;
  - «The Root of the Boot»;
  - «Ruddoc Hana»;
  - «Syx Mynet»;
- 1937 — «The Dragon's Visit» // The Oxford Magazine (Oxford). — Vol. 55. — No. 14 (February 4th, 1937). — P. 342.;
- 1937 — «Knocking at the Door: Lines induced by sensations when waiting for an answer at the door of an Exalted Academic Person» // The Oxford Magazine (Oxford). — Vol. 55. — No. 13 (February 18th, 1937). — P. 403. (згодом оприлюднене під заголовком «The Mewlips»);
- 1945 — «The Lay of Aotrou and Itroun» // The Welsh Review (Cardiff). — Vol. 4. — No. 4 (December 1945). — P. [254]—266.;
- 1946 — «Imram (The Death of St. Brendan)» // Time and Tide (London). — Dec. 1955. — P. 1561. (також у «Sauron Defeated»);
- 1950-і рр. — ельфійські переклади католицьких молитов (за редакцією: Wynne, Smith, Hostetter у часописі «Vinyar Tengwar». — 2002. — № 43, 44.):
  - «Ataremma», різні версії (квенья «Pater Noster» [Отче наш]), версії I—VI;
  - Aia María (квенья «Ave Maria» [Радуйся, благодатно!]), версії I—IV;
  - Літанія «Loreto» мовою квенья;
  - «Ortírielyanna» (квенья «Sub Tuum Praesidium»);
  - «Alcar і Ataren» (квенья «Gloria Patri»);
  - «Alcar mi tarmenel na Erun» (квенья «Gloria in Excelsis Deo»);
  - «Ae Adar Nín» (синдарин «Pater Noster»);
- 1953 — «The Homecoming of Beorhtnoth Beorhthelm's Son»;
- 1962 — «The Adventures of Tom Bombadil published»:
  - «The Adventures of Tom Bombadil»;
  - «Bombadil Goes Boating»;
  - «Errantry»;
  - «Little Princess Mee»;
  - «The Man in the Moon Stayed Up Too Late»;
  - «The Man in the Moon Came Down Too Soon»;
  - «The Stone Troll»;
  - «Perry-the-Winkle»;
  - «The Mewlips»;
  - «Oliphaunt»;
  - «Fastitocalon»;
  - «The Cat»;
  - «Shadow-Bride»;
  - «The Hoard»;
  - «The Sea-Bell»;
  - «The Last Ship»;
- 1965 — «Once upon a time» // Winters' Tales for Children. Ed. by Caroline Willier. Illustrated by Hugh Marshall. — London: Macmillan, [October] 1965. — P. 56.;
- 1966 — «Bilbo's Last Song» (уперше надрукована у 1974 р.: Bilbo's Last Song (At the Grey Havens). — London: George Allen & Unwin, [26 November] 1974. — 32 p.);
- 1967 — «For W. H. A.» // Shenandoah (Lexington, Va.). — Vol. 18. — No. 2 (Winter 1967). — P. [96]—[97].;
- 1987 — «King Sheave» // The Lost Road and Other Writings;
- 1988 — «Narqelion» // Hyde, Paul Nolan, «Narqelion: A Single, Falling Leaf at Sun-fading» // Mythlore (Altadena, Ca.). — No. 56 (Winter 1988). — P. 47—52.

### Художня література
- 1937 — «Гобіт, або Туди і звідти» (також «Гобіт, або мандрівка за Імлисті гори»; англ. The Hobbit or There and Back Again). — London: George Allen & Unwin, [21 September] 1937. — 312 p., [1] plate.;
- 1945 — «Листок, намальований Ніґґлем»[24] (англ. Leaf by Niggle) // Dublin Review (London). — 432 (January 1945). — P. 46—61. (алегорична новела, згодом вміщена у збірці «Tree and Leaf»);
- 1949 — «Фермер Джайлз із Гема» (англ. Farmer Giles of Ham). Embellished by Pauline Baynes. — London: George Allen & Unwin, [October] 1949. — 78, [1] p., [2] plates. (небувальщина на середньовічні мотиви);
- 1953 — «The Homecoming of Beorhtnoth Beorhthelm's Son» [Повернення Беортнота, Беортельмового сина], п'єса на ранньосередньовічні мотиви, написана алітераційним віршем, надрукована із супровідними есе: «Beorhtnoth's Death» [Смерть Бертнота] і «Ofermod» [Овермод] // Essays and Studies by members of the English Association. — London. — N.S. — Vol. 6 (1953). — P. [1]—18.;
- «Володар Перснів»[25] (англ. The Lord of the Rings)
  - 1954 — «Братство Персня» (англ. The Fellowship of the Ring). — London: George Allen & Unwin, [29 July] 1954. — 423 p. (перша частина «Володаря Перстенів»);
  - 1954 — «Дві вежі» (англ. The Two Towers). — London: George Allen & Unwin, [11 November] 1954. — P. [3]—352 p. (друга частина «Володаря Перстенів»);
  - 1955 — «Повернення короля» (англ. The Return of the King). — London: George Allen & Unwin, [20 October] 1955. P. [5]—416 p. (третя частина «Володаря Перстенів»);
- 1962 — «The Adventures of Tom Bombadil and Other Verses from the Red Book» [Пригоди Тома Бомбадила й інші поезії із Червоної книги]. — London: George Allen & Unwin, [22 November] 1962. — 63, [1] p.;
- 1964 — «Tree and Leaf» [Дерево і лист]. — London: Unwin Books, [28 May] 1964. — 92 p. («On Fairy-Stories» [Про чарівні казки] і «Листок, намальований Ніґґлем» випущені у формі книги);
- 1966 — «The Tolkien Reader» [Толкінівська читанка]. — New York: Ballantine Books, September 1966. — xvi, 24, 84 pp., pp. [87]—112, [5]—[79], [5]—[64] [=286 pp.] (збірник містив «The Homecoming of Beorhtnoth Beorhthelm's Son», «On Fairy-Stories», «Leaf by Niggle», «Farmer Giles of Ham» і «The Adventures of Tom Bombadil»);
- 1967 — «The Road Goes Ever On [Дорога ця вперед веде]: A Song Cycle». Poems by J.R.R. Tolkien. Music by Donald Swann. With decorations by J. R. R. Tolkien. Boston: Houghton Mifflin Company. — [31 October] 1967. — ix, 67, [1] pp.[26];
- 1967 — «Коваль із Великого Вут[т]она» (Smith of Wootton Major. Illustrations by Pauline Baynes. — London: George Allen & Unwin, [9 November] 1967. — 61, [1] p.).

### Наукові роботи
- 1922 «A Middle English Vocabulary» [Словник середньоанглійської мови];
- 1925 «Sir Gawain and the Green Knight» [Сер Ґавейн і Зелений Лицар], у співавторстві з Е. В. Ґордоном; виправлене і доповнене видання — 1967;
- 1925 «Some Contributions to Middle-English Lexicography» [Деякі доповнення до питання про середньоанглійську лексикографію] // The Review of English Studies [Журнал англійської філології]. — Vol. 1. — No. 2. — P. 210—215.;
- 1925 «The Devil's Coach Horses» // The Review of English Studies. — Vol. 1. — No. 3. — P. 331—336.;
- 1929 «Ancrene Wisse and Hali Meiðhad» ["Ancrene Wisse" і «Hali Meiðhad»] // «Essays and Studies by members of the English Association» [Есе і студії членів Англійської асоціації]. — Oxford. — Vol. 14. — P. 104—126.;
- 1932 «The Name 'Nodens'» [Про ім'я Nodens] // Report on the Excavation of the Prehistoric, Roman, and Post-Roman Site in Lydney Park, Gloucestershire. — Oxford: University Press for The Society of Antiquaries;
- 1932–1934 «Sigelwara Land», 2-і частини, надруковано у: Medium Aevum. — Oxford. — Vol. 1. — No. 3 (December 1932). — P. 183—196 і Vol. 3. — No. 2 (June 1934). — P. 95—111;
- 1934 «Chaucer as a Philologist: The Reeve's Tale» [Чосер як філолог: Історія мажордома] // Transactions of the Philological Society. — London, Р. 1 — 70 (повторне відкриття діалектного гумору і впровадження «Генґуртського рукопису» в текстологію «Кентерберійських оповідань» Дж. Чосера);
- 1937 «Beowulf: The Monsters and the Critics» ["Беофульф: чудовиська і критики"]. — London: Humphrey Milford. — 56 p. (публікація лекції 1936 р.);
- 1939 «The Reeve's Tale: version prepared for recitation at the 'summer diversions'» [Історія судді: версія, підготована для декламації під час «літнього відпочинку»] — Oxford. — 14 p.;
- 1939 «On Fairy-Stories» [Про чарівні казки] (Лекція пам'яті Ендрю Ленґа 1939 р.), обґрунтування толкінівської філософії фантазування, скорочений варіант есе, оприлюдненого у 1947 р.;
- 1944 «Sir Orfeo» [Сер Орфео]. — Oxford: The Academic Copying Office. — 18 p. (видання середньовічної поеми);
- 1947 «On Fairy-Stories» (есе надруковане у: Essays presented to Charles Williams: Oxford University Press) — перша повна публікація есе із міркуваннями Дж. Р. Р. Толкіна з приводу філософії фантазування, представлена раніше у скороченій формі під час лекції пам'яті Ендрю Ленґа у 1939 р.;
- 1953 «Ofermod» [Овермод] і «Beorhtnoth's Death» [Смерть Беортнота], два есе, надруковані разом із поемою «The Homecoming of Beorhtnoth, Beorhthelm's Son» [Повернення Бертнота, Беортельмового сина] // Essays and Studies by members of the English Association. — Vol. 6;
- 1953 «Middle English „Losenger“: Sketch of an etymological and semantic enquiry» [Середньоанглійський «Losenger»: Нарис про одне семантико-етимологічне розслідування] // Essais de philologie moderne: Communications présentées au Congrès International de Philologie Moderne (1951): Les Belles Lettres;
- 1962 «Ancrene Wisse: The English Text of the Ancrene Riwle», Early English Text Society: Oxford University Press;
- 1963 «English and Welsh» [Англійська і валійська мови] // Angles and Britons: O'Donnell Lectures: University of Cardiff Press;
- 1964 Вступ до «Tree and Leaf» [Дерева і листа], подробиці створення та композиції «Листка, виконаного Ніґґлем» англ. Leaf by Niggle і есе «Про чарівні казки» англ. On Fairy-Stories.
- 1966 внесок у видання «Jerusalem Bible» [Єрусалимської біблії] (як перекладача та лексикографа);
- 1966 Вступ до 2-го видання «Володаря Перснів», із коментарями про першу реакцію на книгу, мотиви її написання та ставлення до алегорії;
- 1966 «Tolkien on Tolkien» [Толкін про Толкіна] (автобіографічне);

### Посмертні публікації
- 1975 — «Guide to the Names in The Lord of the Rings» [Путівник по власних назвах у «Володарі Перстенів»] (редакторська версія) оприлюднена у «A Tolkien Compass» [Толкінівському компасі] за редакцією Джареда Лобделла англ. Jared Lobdell. Був написаний спеціально для роботи полегшення перекладачів роману «Володар Перстенів», повна версія «Путівника…», під назвою «Nomenclature of The Lord of the Rings» [Номенклатура «Володаря Перстенів»], була оприлюднена у 2005 р. у «Довіднику читача по „Володарю Перстенів“» Вейна Геммонда (lang-en|Wayne Hammond) та Крістіни Скалл (англ. Christina Scull) (A Tolkien Compass. Ed. by Jared Lobdell. — La Salle, Ill.: Open Court, 1975. — P. [155] — 201.);
- 1975 — Переклади: «Sir Gawain and the Green Knight» [Сер Ґавейн і Зелений Лицар], «Pearl» [Перлина] та «Sir Orfeo» [Сер Орфео] (Sir Gawain and the Green Knight, Pearl, and Sir Orfeo. Translated by J.R.R. Tolkien. — London: George Allen & Unwin, [September] 1975. — P. [3] — 146, [1] p.);
- 1976 — «The Father Christmas Letters» [Листи від Діда Мороза]. Ed. by Baillie Tolkien. — London: George Allen & Unwin, [2 September] 1976. — [48] p.;
- 1977 — «Сильмариліон» (The Silmarillion. Ed. by Christopher Tolkien. — London: George Allen & Unwin, [15 September] 1977. — Pp. [3] — 365 p.);
- 1979 — «Pictures by J. R. R. Tolkien» [Малюнки Дж. Р. Р. Толкіна]. Foreword and Notes by Christopher Tolkien. — London: George Allen & Unwin, [1 November] 1979. — [103] p.;
- 1980 — «Unfinished Tales of Númenor and Middle-earth» [Незавершені перекази Нýменору і Середзем'я]. Edited with introduction, commentary, index and maps by Christopher Tolkien. — London: George Allen & Unwin, [2 October] 1980. — [7], 172 p., [1] plate.;
- 1980 — «Poems and Stories» [Поезії й історії]. Illustrated by Pauline Baynes. — London: George Allen & Unwin, [29 May] 1980. — 342 p. (компіляція з «The Adventures of Tom Bombadil», «The Homecoming of Beorhtnoth Beorhthelm's Son», «On Fairy-Stories», «Leaf by Niggle», «Farmer Giles of Ham» та «Smith of Wootton Major»);
- 1981 — Letters of J.R.R. Tolkien [Листи Дж. Р. Р. Толкіна]: A Selection. Ed. by Humphrey Carpenter, with the assistance of Christopher Tolkien. — London: George Allen & Unwin, [20 August] 1981. — [5], 463 p., [1] plate.;
- 1981 — «The Old English „Exodus“ Text» [Давньоанглійський текст «Exodus»]. Text, translation, and commentary by J.R.R. Tolkien. Ed. by Joan Turville-Petre. — Oxford: At the Clarendon Press, 1981 [Published 28 January 1982]. x, — 85 p.;
- 1982 — «Finn and Hengest: The Fragment and the Episode» [Фінн і Генґест: фрагмент та епізод]. Ed. by Alan Bliss. — London: George Allen & Unwin, 1982 [Published 20 January 1983]. xii, — 180 p.;
- 1982 — «Mr. Bliss» [Містер Блісс]. — London: George Allen & Unwin, [20 September] 1982. — [103] p.;
- 1983 — «The Monsters and the Critics and Other Essays» [Чудовиська і критики]. Ed. by Christopher Tolkien. — London: George Allen & Unwin, [3 March] 1983. — [5], 240 p. (збірка есе);
  - «Beowulf: the Monsters and the Critics» (1936);
  - «On Translating Beowulf» [Перекладаючи «Беовульфа»] (1940);
  - «On Fairy-Stories» (1947);
  - «A Secret Vice» [Таємний порок] (1930);
  - «English and Welsh» (1955);
- 1983–1996 — «The History of Middle-earth» [Історія Середзем'я]:
  - «The Book of Lost Tales 1» [Книга втрачених переказів — 1]. Part I. Ed. by Christopher Tolkien. — London: George Allen & Unwin, [27 October] 1983. — [5], 297 p., [1] plate. (The History of Middle-earth; 1);
  - «The Book of Lost Tales 2» [Книга втрачених переказів — 2]. Part II. Ed. by Christopher Tolkien. — London: George Allen & Unwin, [16 August] 1984. — [5], 385 p., [1] plate. (The History of Middle-earth; 2);
  - «The Lays of Beleriand» [Пісні Белеріанду]. Ed. by Christopher Tolkien. — London: George Allen & Unwin, [22 August] 1985. — [6], 393 p., [1] plate. (The History of Middle-earth; 3);
  - «The Shaping of Middle-earth» [Окреслення Середзем'я…]: The Quenta, the Ambarkanta, and the Annals together with the earliest 'Silmarillion' and the first Map. Ed. by Christopher Tolkien. — London: George Allen & Unwin, [21 August] 1986. — [5], 380 p., [2] plates. (The History of Middle-earth; 4);
  - «The Lost Road and Other Writings» [Утрачена дорога та інші документи]: Language and Legend before 'The Lord of the Rings' . Ed. by Christopher Tolkien. — London: Unwin Hyman, [27 August] 1987. — Pp. [iii] — viii, 455 p. (The History of Middle-earth; 5);
  - «The Return of the Shadow» [Повернення тіні]: The History of The Lord of the Rings, Part One. [Edited by] Christopher Tolkien. — London: Unwin Hyman, [25 August] 1988. — Pp. [iii] — xii, 497 p., [1] plate. (The History of Middle-earth; 6).;
  - «The Treason of Isengard» [Зрада Ізенґарда]: The History of The Lord of the Rings, Part Two. [Edited by] Christopher Tolkien. — London: Unwin Hyman, [7 September] 1989. — vi, [i], 504 p., [1] plate. (The History of Middle-earth; 7);
  - «The War of the Ring» [Війна Персня]: The History of The Lord of the Rings, Part Three. [Edited by] Christopher Tolkien. — London: Unwin Hyman, [September] 1990. — xi, 476 p., [1] plate. (The History of Middle-earth; 8).;
  - «Sauron Defeated» [Розбитий Саурон]: The End of the Third Age: (The History of The Lord of the Rings, Part Four); The Notion Club Papers and The Drowning of Anadûnê. Ed. by Christopher Tolkien. xi, 482 pp., [2] plates. — London: HarperCollinsPublishers, [6 January] 1992. — xi, 482 p. (The History of Middle-earth; 9). (разом із «The Notion Club Papers» [Нотатки Клубу «Думка»]) (1992);
  - «Morgoth's Ring» [Перстень Морґота]: The Later Silmarillion, Part One: The Legends of Aman. Ed. by Christopher Tolkien. — London: HarperCollinsPublishers, [23 September] 1993. — x, 471 p., [1] plate. (The History of Middle-earth; 10).;
  - «The War of the Jewels» [Війна за Самоцвіти]: The Later Silmarillion, Part Two: The Legends of Beleriand. Ed. by Christopher Tolkien. — London: HarperCollinsPublishers, [September] 1994. — xii, 470 p. (The History of Middle-earth; 11).;
  - «The Peoples of Middle-earth» [Народи Середзем'я]. Ed. by Christopher Tolkien. — London: HarperCollinsPublishers, [September] 1996. — xiii, 482 p., [1] plate. (The History of Middle-earth; 12).;
  - «Index» [Індекс] (2002);
- 1995 — Hammond, Wayne G. & Scull, Christina. J. R. R. Tolkien: Artist & Illustrator. [Дж. Р. Р. Толкін: митець та ілюстратор]. — London: HarperCollinsPublishers, 1995. — 207, [1] p. (компіляція малюнків та ескізів Дж. Р. Р. Толкіна);
- 1998 «Roverandom» [Роверандом]. Ed. by Christina Scull and Wayne G. Hammond. — London: HarperCollinsPublishers, [5 January] 1998. — xxii, 106 p., [4] plates.;
- 2002 «A Tolkien Miscellany» [Толкін: Різне] — збірка уже друкованих матеріалів;
- 2002 «Beowulf and the Critics» ["Беовульф" і критики], за редакцією Майкла Драута (англ. Michael D.C. Drout) («Beowulf: the monsters and the critics» разом із двома чернетками довшого есе, продуктом якого став оприлюднений варіант);
- 2005 «Guide to the Names in The Lord of the Rings» (повна версія) — оприлюднений у «Довіднику читача по „Володарю Перстенів“» Вейна Геммонда (lang-en|Wayne Hammond) та Крістіни Скалл (англ. Christina Scull). Переназваний у цьому виданні «Nomenclature of The Lord of the Rings»;
- 2007 «Сказання про Дітей Гуріна» (англ. The Children of Húrin. — London: HarperCollins Publishers, 2007. — 320 p.);
- 2007 Рейтліфф Джон (англ. John D. Rateliff). «The History of The Hobbit» [Історія «Гобіта»] — містить значні фрагменти тексту;

### Аудіозаписи
- 1967 «Poems and Songs of Middle-earth» [Поезія й пісні Середзем'я]: Caedmon TC 1231;
- 1975 «J. R. R. Tolkien Reads and Sings his The Hobbit & The Lord of the Rings» [Дж. Р. Р. Толкін читає фрагменти з «Гобіта» і «Володаря Перстенів», а також співає пісні із них]: Caedmon TC 1477, TC 1478 (ґрунтується на аудіозаписах Джорджа Сейєра (англ. George Sayer), серпень 1952 р.).

## Українські переклади
| 1985 | Толкін Дж. Р. Р. Гобіт, або Мандрівка за Імлисті гори: Повість-казка. Для мол. шк. в. / Пер. з англ. Олександра Мокровольського; Мал. М. С. Біломлинського. — К.: Веселка, 1985. — 303 с., іл. — (Бібл. сер.). |
| 1992 | Толкін Дж. Р. Р. Гобіт, або Мандрівка за Імлисті гори: Повість-казка: Для мол. шк. віку / Пер. з англ. Олександра Мокровольського; Мал. М. С. Біломлинського. 2-ге вид. — К.: Веселка, 1992. — 303 с. |
| 1994 | Толкін Дж. Р. Р. Музика Айнурів. Прихід Валарів та будівництво Валінору / Пер. з англ. Тетяни Рязанцевої // Всесвіт. — 1994. — № 4. — С. 137—155. |
| 2000 | - Толкін Дж. Р. Р. Сильмаріліон (уривки): Айнуліндале. Музика Айнур, Валаквента, Фелаґунд. Баллада про Лейтіан; Квента Сільмарілліон. Повість про Сільмарілі. Розділ 1. Про Початок Днів Бібліотека пана Більбо, 2000., Пер. з англ. Aiwё - Толкін Дж. Р. Р. Дорога все біжить і біжить / Пер. з англ. Ardann, 2000. - Толкін Дж. Р. Р. Ann-thennath про Берена і Лутіен / Пер. з англ. Каґеро // Бібліотека пана Більбо, 2000. |
| 2002 | - Толкін Дж. Р. Р. Володар Перснів: Трилогія. Ч. 1: Перстень із Мордору. [Для молодшого та середнього шкільного віку] / З англійської переказав Олександр Мокровольський. Худ. оформлення С. М. Желєзняк. — К.: Видавництво «Школа», 2002. — 398 с.: іл. — (Золота бібліотека). - Толкін Дж. Р. Р. Володар Перснів. Ч. 2: Дві твердині / З англійської переказав Олександр Мокровольський. — К.: Видавництво «Школа», 2002. — 271 с. - Толкін Дж. Р. Р. Володар Перснів. Ч. 3: Повернення короля / З англійської переказав Олександр Мокровольський. — К.: Видавництво «Школа», 2002. — 270 с. - Толкін Дж. Р. Р. Гобіт, або Мандрівка за Імлисті гори: Повість-казка: [Для молодшого та середнього шкільного віку] Переклад з англійської Олександра Мокровольського; Обкладинка С. Желєзняк, ілюстрації С. Фесенко. — К.: Видавництво «Школа», 2002. — 348 с.: іл. — (Золота бібліотека).. - Толкін Дж. Р. Р. Гобіт (фрагменти) / Пер. з англ. Ганни Хомечко // Альманах Перекладацької Майстерні 2000—2001. Т. 1. — Дрогобич: Видавництво «Коло», 2002. — С. 27 — 48. |
| 2003 | - Толкієн Дж. Р. Р. Володар Перснів. Трилогія. Кн. 1: Хранителі Персня / Перекл. з рос. Аліни Немірової; Худож.-оформлювач П. С. Риженко. — Харків: Фоліо, 2003. — 429 с. - Толкієн Дж. Р. Р. Володар Перснів. Трилогія. Кн. 2: Дві вежі / Перекл. з рос. Аліни Немірової. Харків: Фоліо, 2003. — 319 с. - Толкієн Дж. Р. Р. Володар Перснів. Трилогія. Кн. 3: Повернення короля / Перекл. з рос. Аліни Немірової. Харків: Фоліо, 2003. — 398 с. - Толкін Дж. Р. Р. Володар Каблучок. Розділ 1. Свято, на яке чекали / Пер з англ. Богдана Стасюка // Ґіль-Естель. — 2003. — № 2. — С. 21 — 43. - Толкін Дж. Р. Р. Де нині вершник і кінь?.. / Пер. з англ. Айве // Ґіль-Естель. — 2003. — № 1. — С. 2. - Толкін Дж. Р. Р. Переклад фрагменту Балади Лейтіан із Сільмаріліону / Пер. з англ. Айве // Ґіль-Естель. — 2003. — № 1. — С. 3. - Толкін Дж. Р. Р. Повість про Араґорна та Арвен / Пер. з англ. Терн Ереґвен // Ґіль-Естель. — 2003. — № 2. — С. 7 — 14. |
| 2004 | - Толкін Дж. Р. Р. Імрам / Пер. з англ. Івана Бєлодєда, 2004. - Толкин Дж. Р. Р. Володар Перстенів. Частина перша: Братство Персня / Перекл. з англ. Олени Фешовець. — Львів: Астролябія, 2004. — 436 с. - Толкин Дж. Р. Р. Володар Перстенів. Частина друга: Дві вежі / Перекл. з англ. Олени Фешовець. — Львів: Астролябія, 2004. — 364 с. - Толкін Дж. Р. Р. Валаквента / Пер. з англ. Айве // Ґіль-Естель. — 2004. — № 3. — С. 4 — 10. - Толкін Дж. Р. Р. Володар Каблучок. Розділ 2. Тінь минулого / Пер з англ. Богдана Стасюка // Ґіль-Естель. — 2004. — № 3. — С. 11 — 31. - Толкін Дж. Р. Р. Листи 217 та 190 / Пер. з англ. Павла Йосада // Ґіль-Естель. — 2004. — № 3. — С. 32 — 34. |
| 2005 | - Толкин Дж. Р. Р. Володар Перстенів. Частина третя: Повернення короля / Перекл. з англ. Олени Фешовець. — Львів: Астролябія, 2005. — 452 с. - Толкін Дж. Р. Р. Володар Каблучок. Розділ 3. Товариство трьох / Пер з англ. Богдана Стасюка // Рівен-діл. — 2005. — № 4. — С. 47 — 66. - Толкін Дж. Р. Р. Коваль із Великого Вутона / Пер. з англ. Остапа Дзондзи // Бібліотека Українського центру, 2005. - Толкін Дж. Р. Р. Фермер Джайлс з Хему / Пер. з англ. Євгенії Канчури // Рівен-діл. — 2005. — № 4. — С. 3 — 46. |
| 2006 | - Толкін Дж. Р. Р. Володар Перснів / Перекл. з англ. Олени Фешовець; післяслово Олександра Ірванця і Леоніда Рудницького, 2-е вид. — Львів: Астролябія, 2006. — 1088 с. ISBN 966-8657-18-7 - Толкін Дж. Р. Р. Листок, виконаний Бавунцьом / Пер. з англ. Остапа Дзондзи // Бібліотека Українського центру, 2006. - Толкін Дж. Р. Р. Листок, намальований Ніґґлем / Пер. з англ. Еланор // Бібліотека Українського центру, 2006. - Толкін Дж. Р. Р. Повість про Араґорна й Арвен / Пер. з англ. Еланор // Бібліотека Українського центру, 2006. - Толкін Дж. Р. Р. Оліфаунт, Кіт, та Фаститокалон / Пер. з англ. Ігора Хазанова // Хобітон, 2006. - Толкін Дж. Р. Р. Старий Ліс. Уривки з епопеї «Володар перснів» / Пер. з англ. Андрія Веселовського // Всесвіт. — 2006. — № 11 — 12. — С. 124 — 135. |
| 2007 | - Толкін Дж. Р. Р. Айнуліндале (Пісня Айнур) / Пер. з англ. Володимира Чернишенка // Гоголівська академія, 17 липня 2007 р. - Толкін Дж. Р. Р. Легенда про Берена та Лутієн / Пер. з англ. Володимира Чернишенка // Гоголівська академія, 22 жовтня 2007 р. - Толкін Дж. Р. Р. Про Ауле та Яванну / Пер. з англ. Володимира Чернишенка // Гоголівська академія, 30 листопада 2007 р. - Толкін Дж. Р. Р. Айнуліндале (Пісня Айнур) / Пер. з англ. Дмитра Кузьменка // Особистий сайт Дмитра Кузьменка, 14 вересня 2007 р. - Толкін Дж. Р. Р. Валаквента. Розповідь про валар та майар за вченням ельдар / Пер. з англ. Дмитра Кузьменка // Особистий сайт Дмитра Кузьменка, 14 вересня 2007 р. - Толкін Дж. Р. Р. Гобіт, або Туди і звідти / Переклад Олени О'Лір. — Львів: Астролябія, 2007. — 320 с. ISBN 978-966-8657-22-1 |
| 2008 | - Толкін Дж. Р. Р. Сказання про Дітей Гуріна [за редакцією Крістофера Толкіна] / Перекл. з англ. Катерини Оніщук; Художнє оформлення Алана Лі. — Львів: Астролябія, 2008. — 320 с. + Іл. - Толкієн Дж. Р. Р. Фермер Джайлз із Гема / Пер. з англ. Ірини Примачик // Всесвіт. — 2008. — № 3—4. — С. 118—142. - Толкін Дж. Р. Р. Сильмариліон / Перекл. з англ. Катерини Оніщук. — Львів: Астролябія, 2008. — 388 + XXVIII с. |
| 2009 | - Толкін Дж. Р. Р. Сказання з Небезпечного Королівства / Перекл. з англ. Катерини Оніщук та Олени О'Лір; Ілюстр. Алан Лі. — Львів: Астролябія, 2009. — 400 + хххіі с. |
| 2010 | - Толкін Дж. Р. Р. Легенда про Сіґурда і Ґудрун [За редакцією Крістофера Толкіна]/ Перекл. з англ. Катерини Оніщук та Олени О'Лір; Ілюстр. Біл Сандерсон. — Львів: Астролябія, 2010. — 496 с. |
| 2011 | - Толкін Дж. Р. Р. Гобіт, або Туди і Звідти / Перекл. з англ. Олени О'Лір; ілюстр. Алан Лі. — Львів: Астролябія, 2011. — 304 с. ISBN 978-966-8657-55-9 . |
| 2012 | - Толкін Дж. Р. Р. Гобіт, або Туди і Звідти / Перекл. з англ. Олени О'Лір; — Львів: Астролябія, 2012. — 384 с. ISBN 978-617-664-019-6 |
| 2013 | - Толкін Дж. Р. Р. Володар Перснів. Частина перша: Братство Персня / Перекл. з англ. Катерини Оніщук. — Львів: Астролябія, 2013. — 704 с. ISBN 978-617-664-022-6 - Толкін Дж. Р. Р. Володар Перснів. Частина друга: Дві Вежі / Перекл. з англ. Катерини Оніщук. — Львів: Астролябія, 2013. — 576 с. ISBN 978-617-664-023-3 - Толкін Дж. Р. Р. Володар Перснів. Частина третя: Повернення короля / Перекл. з англ. Катерини Оніщук. — Львів: Астролябія, 2013. — 704 с. ISBN 978-617-664-024-0 - Толкін Дж. Р. Р. Гобіт, або Туди і Звідти / Перекл. з англ. Олени О'Лір; ілюстр. Алан Лі. — Львів: Астролябія, 2013. — 304 с. ISBN 978-617-664-037-0 . |
| 2014 | - Толкін Дж. Р. Р. Сильмариліон / Перекл. з англ. Катерини Оніщук. — Львів: Астролябія, 2014. — 576 с. ISBN 978-617-664-034-9 - Толкін Дж. Р. Р. Гобіт, або Туди і Звідти / Перекл. з англ. Олени О'Лір, консультант Олег Фешовець; Львів: Астролябія, 2014. 384 с. ISBN 978-617-664-082-0 |
| 2015 | - Толкін Дж. Р. Р. Сказання про Дітей Гуріна [за редакцією Крістофера Толкіна] / Перекл. з англ. Катерини Оніщук; Художнє оформлення Алана Лі. — Львів: Астролябія, 2015. — 320 с. + Іл. ISBN 978-966-8657-91-7 |
| 2016 | - Толкін Дж. Р. Р. Падіння Артура / Перекл. з англ. Олени О'Лір, редактор Олег Фешовець; Львів: Астролябія, 2016. — 235 с. + Іл. ISBN 978-617-664-093-6 - Толкін Дж. Р. Р. Володар Перснів. Частина перша: Братство Персня / Перекл. з англ. Катерини Оніщук. — Львів: Астролябія, 2016. — 704 с. ISBN 978-617-664-100-1 (2-ге видання, виправлене) - Толкін Дж. Р. Р. Володар Перснів. Частина друга: Дві Вежі / Перекл. з англ. Катерини Оніщук. — Львів: Астролябія, 2016. — 576 с. ISBN 978-617-664-102-5 (2-ге видання, виправлене) - Толкін Дж. Р. Р. Володар Перснів. Частина третя: Повернення короля / Перекл. з англ. Катерини Оніщук. — Львів: Астролябія, 2016. — 704 с. ISBN 978-617-664-103-2 (2-ге видання, виправлене) |
| 2017 | - Толкін Дж. Р. Р. Листи Різдвяного Діда / Перекл. з англ. Олени О'Лір, консультант Олег Фешовець; Львів: Астролябія, 2017. 160 с. ISBN 978-617-664-108-7 - Толкін Дж. Р. Р. Гобіт, або Туди і Звідти / Перекл. з англ. Олени О'Лір, консультант Олег Фешовець; Львів: Астролябія, 2017. 384 с. ISBN 978-617-664-115-5 |
| 2018 | - Толкін Дж. Р. Р. Берен і Лутієн / Перекл. з англ. Олени О'Лір, консультант Олег Фешовець; Львів: Астролябія, 2018. 320 с. ISBN 978-617-664-148-3 |
| 2020 | - Толкін Дж. Р. Р. Володар Перснів. Частина перша: Братство Персня / Перекл. з англ. Катерини Оніщук. — Львів: Астролябія, 2020. — 704 с. ISBN 978-617-664-207-7 - Толкін Дж. Р. Р. Володар Перснів. Частина друга: Дві Вежі / Перекл. з англ. Катерини Оніщук. — Львів: Астролябія, 2020. — 576 с. ISBN 978-617-664-208-4 - Толкін Дж. Р. Р. Володар Перснів. Частина третя: Повернення короля / Перекл. з англ. Катерини Оніщук. — Львів: Астролябія, 2020. — 704 с. ISBN 978-617-664-209-1 - Толкін Дж. Р. Р. Гобіт, або Туди і Звідти / Перекл. з англ. Олени О'Лір, консультант Олег Фешовець; Львів: Астролябія, 2020. 384 с. ISBN 978-617-664-214-5 |
| 2021 | - Толкін Дж. Р. Р. Гобіт, або Туди і Звідти / Перекл. з англ. Олени О'Лір, консультант Олег Фешовець; Львів: Астролябія, 2021. 304 с. ISBN 978-617-664-189-6 - Толкін Дж. Р. Р. Гобіт, або Туди і Звідти / Перекл. з англ. Олександра Мокровольського; Львів: Астролябія, 2021. 304 с. ISBN 978-617-664-242-8 - Толкін Дж. Р. Р. Загибель Ґондоліна / Перекл. з англ. Олени О'Лір, консультант Олег Фешовець; Львів: Астролябія, 2021. 302 с. ISBN 978-617-664-228-2 - Толкін Дж. Р. Р. Сер Ґавейн і Зелений Лицар, а також Перлина і Сер Орфео / Перекл. з англ. Олени О'Лір, консультант Олег Фешовець; Львів: Астролябія, 2021. 336 с. ISBN 978-617-664-238-1 |
| 2022 | - Толкін Дж. Р. Р. Гобіт. Графічний роман / текст адаптували Чарльз Діксон і Шон Демінґ; проілюстрував Девід Вензель; переклала з англ. Олена О'Лір; Львів: Астролябія, 2022. 144 с. ISBN 978-617-664-205-3 |

## Хронологія життя
Хронологія життя Джона Рональда Руела Толкіна (англ. John Ronal Reuel Tolkien), англійського письменника, автора епічного роману «Володар Перснів» (англ. The Lord of the Rings, 1954–1955), укладена на основі канонічних біографій Гамфрі Карпентера та Майкла Вайта.
| 1892 | 3 січня в родині банківського службовця Áртура Рýела (англ. Arthur Reuel Tolkien; 1857–1896) та Мейбл (до шлюбу Сáффілд, англ. Mabel Tolkien, née Suffield; 1870–1904) Толкінів, у Блумфонтейні (Оранжева Вільна Держава, нині ПАР), народився первісток, Джон Рональд Руел. |
| 1894 | 17 лютого у подружжя народився другий син, Гíларі Артур Руел (англ. Hilary Arthur Reuel Tolkien; пом. 1976 р.). |
| 1895 | Навесні Мейбл із синами повернулася до Англії та поселилася у батьків у Бірмінгемі, очікуючи на приїзд хворого на ревматизм чоловіка. |
| 1896 | У лютому Артур Толкін помер в Африці. Влітку Мейбл із дітьми переїхала до бірмінґемського передмістя Сéргоул-Мілл (англ. Sarehole Mill), де вони прожили чотири наступні роки. Вона почала вчити Рональда латині, французькій та німецькій мовам, малюванню та каліграфії. |
| 1900 | Мейбл навернулася до католицької віри і навернула синів. Рональд вступив до Школи ім. Короля Едуарда (англ. King Edward’s School), і родина знову переїхала до Бірмінгема. |
| 1901 | Толкіни переїхали з одного бірмінгемського району (Мóзлі, англ. Mosely) до іншого — Кінґз-Хіт (англ. King’s Heath). |
| 1902 | Родина знову переїхала, цього разу до району Éджбастон (англ. Edgbaston), а обидвох хлопців записали до Школи св. Філіпа Граматика (англ. St. Philip’s Grammar School). |
| 1903 | Рональд став стипендіатом своєї попередньої школи і восени повернувся туди на навчання, почав вчити грецьку та середньовічну англійську мови. |
| 1904 | У листопаді Мейбл Толкін померла від цукрового діабету. Отець Фрéнсіс Хав'є´р Мóрган (англ. Fr. Francis Xavier Morgan, 1857—1935) став опікуном братів Толкінів, і вони поселилися в родичів. |
| 1908 | Брати Толкіни переїхали до пансіонату дітей-сиріт місис Фóлкнер (англ. Mrs. Faulkner). Рональд познайомився зі своєю майбутньою дружиною, 19-річною сиротою Éдіт Мéрі Бретт (англ. Edith Mary Bratt, 1889—1971). |
| 1909 | Восени отець Морган дізнався про романтичні стосунки Рональда та Едіт. Упевнений, що ранній шлюб занапастить кар'єру хлопця, він заборонив їм спілкуватися. Рональд провалив екзамен на отримання стипендії в Оксфордському університеті. |
| 1910 | Отець Морган переселив братів. До повноліття Рональду заборонено спілкуватись із Едіт, яка у березні переїхала до Чéлтнема (англ. Cheltenham) у Ґлостерширі. Рональд узяв участь у шкільних дискусіях, де виголосив промови давньоанглійською та готською. У грудні він став стипендіатом Éксетер-Коледжу (англ. Exeter College) при Оксфордському університеті.                                                                                |
| 1911 | Утворення «Чайного клубу і Барровіанського товариства» (англ. Tea Club and Barrovian Society) — компанії однокласників зі спільними захопленнями (у складі Рональда, Рóберта Ґíлсона (англ. Rob Gilson), Джéффрі Сміта (англ. Geoffrey Smith) і Крíстофера Вáйзмена (англ. Christopher Wiseman)), улітку мандрував горами Швейцарії, а восени вступив до Оксфорду.                                                                              |
| 1912 | Під керівництвом Джозефа Райта, Толкін почав вивчення порівняльного мовознавства. Поступив добровольцем до кавалерії, виїздив на навчання. Читав роботи про «Калевалу» та писав вірші. |
| 1913 | Рональду виповнився 21 рік, і він одразу знайшов Едіт. Вона розірвала заручини з іншим. Толкін перевівся з відділення класики на факультет англійської мови з ухилом у філологію і вивчав давньоісландську. Влітку подорожував до Франції як доглядач за дітьми однієї мексиканської родини. |
| 1914 | Едіт навернулася до католицької віри, і вони з Рональдом офіційно оголосили про заручини. Велика Британія оголосила війну Німеччині. Толкін вирішив почекати із службою в армії до отримання диплома. Написав поему «Подорож Еарéнділя Вечірньої Зірки» (англ. The Voyage of Eärendel the Evening Star), засновану на рядку з англо-саксонського тексту «Христос» (Crist) Кюневульфа.                                                           |
| 1915 | Толкін отримав першу премію на випускних екзаменах і записався до армії. Його зарахували до складу Лáнкаширського стрілецького полку (англ. Lancashire Fusiliers), у складі якого він проходив вишкіл у Бедфорді та Стаффордширі. Продовжив писати вірші «мовою фей» (англ. The Fairy Language) і англійською. |
| 1916 | 22 березня у Ворику Рональд із Едіт одружилися. Толкін у званні молодшого лейтенанта відбув до Франції, де взяв участь у Битві на Соммі. У листопаді відправлений назад до Англії через хворобу («окопну гарячку»). |
| 1917 | Перебуваючи на лікуванні у Ґрейт-Гéйвуді (англ. Great Haywood) Толкін написав «Книгу втрачених оповідей» (англ. The Book of Lost Tales), яка зрештою перетворилася на «Сильмариліон». 16 листопада Едіт народила первістка — Джона Френсіса Руела (англ. John Francis Reuel, помер 22 січня 2003 р.). |
| 1918 | У званні лейтенанта продовжив службу в Стаффордширі на штабній роботі, і одночасно продовжив роботу над «Книгою втрачених оповідей». У листопаді (після закінчення війни) прийнятий до складу колективу, який працював над «Новим словником англійської мови», пізніше відомого під назвою «Оксфордського словника англійської мови» (англ. Oxford English Dictionary), і працював над статтями на літеру W.                                    |
| 1919 | Давав приватні уроки. |
| 1920 | Отримав посаду викладача англійської мови в Лідському університеті. 22 жовтня у нього народився другий син, Майкл Гіларі Руел (англ. Michael Hilary Reuel, помер 27 лютого 1984 р.). Почав писати «Листи від Різдвяного Діда» (англ. The Father Christmas Letters). |
| 1921 | Едіт із дітьми переїхала до Лідса. |
| 1922 | Опублікував словник середньоанглійської мови. До Лідса приїздив працювати Е. В. Гордон, і вони разом почали працювати над новою редакцією тексту «Сер Ґáвейн і Зелений Лицар» (англ. Sir Gawain and the Green Knight). |
| 1924 | Став наймолодшим в історії професором англійської мови в Лідсі (на той час). 21 листопада в нього народився третій син, Крістофер Джон Руел (англ. Christopher John Reuel). |
| 1925 | Вийшов друком «Сер Ґавейн…». Восени Дж. Р. Р. Толкін переїхав до Оксфорда, де його перед тим обрали на посаду професора анґло-саксонської мови. |
| 1926 | Сформувався неформальний клуб «Вуглеїдів» (англ. the Coalbiters), одним із членів якого став Клайв Стейплз Льюїс (1898—1963), майбутній друг Толкіна й автор відомої «Космічної трилогії» та серії дитячих книжок «Хроніки Нарнії». «Вуглеїди» читали та розбирали ісландські та норвезькі саги. |
| 1928 | Випадково написав фразу «У норі під землею жив собі гобіт» і почав розповідати історії про гобітів дітям (за іншими джерелами це сталося пізніше, у 1930 р.). |
| 1929 | 18 червня у нього народилася донька Прісцилла Мері Енн Руел (англ. Priscilla Mary Ann Reuel). |
| 1930 | Випускник Оксфорду Танджі Лін заснував літературний клуб «Інклінґи» (англ. the Inklings) для читання неопублікованих робіт. До клубу приєдналися Толкін, К. С. Льюїс, його брат Воррен Льюїс, доктор Р. Гавард, Оуен Барфілд та Г'юґо Дайсон. У 1939 р. до них приєднався Чарльз Вільямс. Рональд написав перший варіант «Гобіта», але зупинився на смерті дракона Смауґа.                                                                      |
| 1932 | Толкін надіслав написані розділи «Гобіта» Льюїсу. Робота над «Сильмариліоном». |
| 1934 | Отримав Лéвергамський дворічний грант (англ. Leverhulme Research Fellowship) на наукові дослідження. |
| 1936 | Видавництво «Áллен енд Áнвін» (англ. Allen & Unwin) дізналося про незакінченого «Гобіта» і замовило його Толкіну. Восени книга закінчена. 25 листопада Толкін виступив у Британській Академії з лекцією «Беовульф: чудовиська і критики». Пізніше ця робота також була надрукована. |
| 1937 | 21 вересня вийшов у світ «Гобіт». Фінансовий успіх та доброзичлива критика. Стенлі Анвін замовив його продовження. Толкін запропонував «Листи від Різдвяного Діда» та «Сільмарілліон». Обидві роботи відхилені. У грудні почав писати розділи продовження «Гобіта», які стають початком «Володаря Перстенів». |
| 1938 | Дописав повість «Фермер Джайлс із Хема». «Гобіт» вийшов друком у США, у видавництві «Г'ю´тон Мíффлін» (англ. Houghton Mifflin) і отримав премію газети «Нью-Йорк гéральд трíб'юн» (англ. New York Herald Tribune) як найкраща дитяча книга сезону. Толкін написав перший варіант 12 початкових розділів «Володаря Перстенів». |
| 1939 | Виступ у Сент-ендрюзькому університеті (Шотландія) з лекцією «Про казкові оповіді» (англ. On Fairy Stories). «Володар перстенів» налічував вже 16 розділів. |
| 1940 | Написав передмову до перекладу «Беовульфа» Кларка Голла. |
| 1942 | Вибух бомби знищив склад, де знаходилась частина накладу «Гобіта». |
| 1943 | Крістофер Толкін вступив до ВПС. |
| 1944 | Толкін писав довгі листи Крістоферу і надіслав йому нові розділи «Володаря Перстенів». |
| 1945 | Вийшов друком «Листок, намальований Нíґґлом» («англ. Leaf by Niggle»), одна з найбільш значущих робіт Толкіна. Він став професором англійської мови та літератури в Мéртон-Коледжі у складі Оксфордського університету. Погіршилися відносини із К. С. Льюїсом. |
| 1947 | Вийшло із друку есе «Про чарівні історії». |
| 1948 | Поступово закінчив «Володаря Перстенів» (за іншими даними, у 1950 р.) |
| 1949 | Вийшов із друку «Фермер Джайлс із Хема». |
| 1950 | Провів перемовини з видавництвом «Кóллінз» (англ. Collins) щодо видання «Сільмарілліона» разом із продовженням до «Гобіта». «Фермер Джайлс…» розкуповувався дуже повільно. |
| 1951 | Видана нова, перероблена редакція «Гобіта». |
| 1952 | «Коллінз» відмовив Дж. Р. Р. Толкіну в публікації і повернув рукописи. Письменник знову звернувся до «Аллен енд Анвін» і погодився на видання тільки «Володаря Перснів» без «Сильмариліона». |
| 1953 | Після численних переїздів у межах Оксфорда Толкіни купили будинок у передмісті Гéдінґтон (англ. Headington). |
| 1954 | Видані «Братство Персня» і «Дві вежі». |
| 1955 | Видано «Повернення Короля». |
| 1956 | «Володаря Перснів» перекладено нідерландською мовою. За наступні 40 років книга перекладена основними мовами світу включно з українською (вперше у повному варіанті 2003 р.). |
| 1959 | Толкін вийшов на пенсію. |
| 1962 | Видано «Пригоди Тома Бомбадила». |
| 1964 | Вийшов із друку «Дерево і листок». |
| 1965 | Американське видавництво «Ейс букс» (англ. Ace Books) видало піратський наклад «Володаря Перснів». Того ж року видавництво «Бéллантайн букс» (англ. Ballantine Books) надрукувало авторизоване видання. Толкін написав «Коваля з Великого Вýттона» (англ. The Smith of Wootton Major). «Володар Перснів» стрімко набрав популярність у американської молоді. Засноване Американське толкінівське товариство (англ. Tolkien Society of America). |
| 1966 | Вийшла із друку третя редакція «Гобіта». |
| 1967 | Вийшов із друку «Коваль із Великого Вуттона». |
| 1968 | Родина Толкінів переїхала до моря, у Пул (англ. Poole), передмістя Борнмута. |
| 1970 | До «Оксфордського словника англійської мови» внесене слово «гобіт». |
| 1971 | 29 листопада у віці 82 років померла Едіт. |
| 1972 | У березні Толкін повернувся до Оксфорда, де отримав почесний докторський ступінь і титул Командора Британської Імперії від королеви. |
| 1973 | Приїхав до друзів у Борнмут, де захворів і помер 2 вересня, у віці 81 року. Похований в Оксфорді, поряд із Едіт. |

### Генеалогічне дерево Толкінів
|                                                      |                                                      |                                                      |                                                      |                                                      |                                                      |                                                 |                                                 |                                                       |                                                       |                                                       |                                                       | Джон Сáффілд-мол. (англ. John Suffield Jr.) 1833-1930 | Джон Сáффілд-мол. (англ. John Suffield Jr.) 1833-1930 | Джон Сáффілд-мол. (англ. John Suffield Jr.) 1833-1930                   | Джон Сáффілд-мол. (англ. John Suffield Jr.) 1833-1930                   | Джон Сáффілд-мол. (англ. John Suffield Jr.) 1833-1930                   | Джон Сáффілд-мол. (англ. John Suffield Jr.) 1833-1930                   |                                                                         |                                                                         | Éмілі Джейн Спéрроу (англ. Emily Jane Sparrow)                        | Éмілі Джейн Спéрроу (англ. Emily Jane Sparrow)                        | Éмілі Джейн Спéрроу (англ. Emily Jane Sparrow)                        | Éмілі Джейн Спéрроу (англ. Emily Jane Sparrow)                        | Éмілі Джейн Спéрроу (англ. Emily Jane Sparrow)     | Éмілі Джейн Спéрроу (англ. Emily Jane Sparrow)     |                                                                       |                                                                       |                                                                       |                                                                       |                                                                         |                                                                         |                                                                         |                                                                         |                                                                         |                                                                         |                                               |                                               |                                          |                                          |                                                          |                                                          |                                                              |                                                              |                                                              |                                                              |                                                              |                                                              | Джон Бéнджамін Толкін (англ. John Benjamin Tolkien) 1807-1896 | Джон Бéнджамін Толкін (англ. John Benjamin Tolkien) 1807-1896 | Джон Бéнджамін Толкін (англ. John Benjamin Tolkien) 1807-1896    | Джон Бéнджамін Толкін (англ. John Benjamin Tolkien) 1807-1896    | Джон Бéнджамін Толкін (англ. John Benjamin Tolkien) 1807-1896          | Джон Бéнджамін Толкін (англ. John Benjamin Tolkien) 1807-1896          |                                                                        |                                                                        | Мéрі Джейн Стóу (англ. Mary Jane Stowe)                                | Мéрі Джейн Стóу (англ. Mary Jane Stowe)                                | Мéрі Джейн Стóу (англ. Mary Jane Stowe)       | Мéрі Джейн Стóу (англ. Mary Jane Stowe)       | Мéрі Джейн Стóу (англ. Mary Jane Stowe)       | Мéрі Джейн Стóу (англ. Mary Jane Stowe)       |                                            |                                            |                                            |                                            |                                            |                                            |                                                            |                                                            |                                                            |                                                            |                                                            |                                                            |  |  |  |  |  |  |  |  |  |  |  |  |  |  |  |  |  |  |
|                                                      |                                                      |                                                      |                                                      |                                                      |                                                      |                                                 |                                                 |                                                       |                                                       |                                                       |                                                       | Джон Сáффілд-мол. (англ. John Suffield Jr.) 1833-1930 | Джон Сáффілд-мол. (англ. John Suffield Jr.) 1833-1930 | Джон Сáффілд-мол. (англ. John Suffield Jr.) 1833-1930                   | Джон Сáффілд-мол. (англ. John Suffield Jr.) 1833-1930                   | Джон Сáффілд-мол. (англ. John Suffield Jr.) 1833-1930                   | Джон Сáффілд-мол. (англ. John Suffield Jr.) 1833-1930                   |                                                                         |                                                                         | Éмілі Джейн Спéрроу (англ. Emily Jane Sparrow)                        | Éмілі Джейн Спéрроу (англ. Emily Jane Sparrow)                        | Éмілі Джейн Спéрроу (англ. Emily Jane Sparrow)                        | Éмілі Джейн Спéрроу (англ. Emily Jane Sparrow)                        | Éмілі Джейн Спéрроу (англ. Emily Jane Sparrow)     | Éмілі Джейн Спéрроу (англ. Emily Jane Sparrow)     |                                                                       |                                                                       |                                                                       |                                                                       |                                                                         |                                                                         |                                                                         |                                                                         |                                                                         |                                                                         |                                               |                                               |                                          |                                          |                                                          |                                                          |                                                              |                                                              |                                                              |                                                              |                                                              |                                                              | Джон Бéнджамін Толкін (англ. John Benjamin Tolkien) 1807-1896 | Джон Бéнджамін Толкін (англ. John Benjamin Tolkien) 1807-1896 | Джон Бéнджамін Толкін (англ. John Benjamin Tolkien) 1807-1896    | Джон Бéнджамін Толкін (англ. John Benjamin Tolkien) 1807-1896    | Джон Бéнджамін Толкін (англ. John Benjamin Tolkien) 1807-1896          | Джон Бéнджамін Толкін (англ. John Benjamin Tolkien) 1807-1896          |                                                                        |                                                                        | Мéрі Джейн Стóу (англ. Mary Jane Stowe)                                | Мéрі Джейн Стóу (англ. Mary Jane Stowe)                                | Мéрі Джейн Стóу (англ. Mary Jane Stowe)       | Мéрі Джейн Стóу (англ. Mary Jane Stowe)       | Мéрі Джейн Стóу (англ. Mary Jane Stowe)       | Мéрі Джейн Стóу (англ. Mary Jane Stowe)       |                                            |                                            |                                            |                                            |                                            |                                            |                                                            |                                                            |                                                            |                                                            |                                                            |                                                            |  |  |  |  |  |  |  |  |  |  |  |  |  |  |  |  |  |  |
|                                                      |                                                      |                                                      |                                                      |                                                      |                                                      |                                                 |                                                 |                                                       |                                                       |                                                       |                                                       |                                                       |                                                       |                                                                         |                                                                         |                                                                         |                                                                         |                                                                         |                                                                         |                                                                       |                                                                       |                                                                       |                                                                       |                                                    |                                                    |                                                                       |                                                                       |                                                                       |                                                                       |                                                                         |                                                                         |                                                                         |                                                                         |                                                                         |                                                                         |                                               |                                               |                                          |                                          |                                                          |                                                          |                                                              |                                                              |                                                              |                                                              |                                                              |                                                              |                                                               |                                                               |                                                                  |                                                                  |                                                                        |                                                                        |                                                                        |                                                                        |                                                                        |                                                                        |                                               |                                               |                                               |                                               |                                            |                                            |                                            |                                            |                                            |                                            |                                                            |                                                            |                                                            |                                                            |                                                            |                                                            |  |  |  |  |  |  |  |  |  |  |  |  |  |  |  |  |  |  |
|                                                      |                                                      |                                                      |                                                      |                                                      |                                                      |                                                 |                                                 |                                                       |                                                       |                                                       |                                                       |                                                       |                                                       |                                                                         |                                                                         |                                                                         |                                                                         |                                                                         |                                                                         |                                                                       |                                                                       |                                                                       |                                                                       |                                                    |                                                    |                                                                       |                                                                       |                                                                       |                                                                       |                                                                         |                                                                         |                                                                         |                                                                         |                                                                         |                                                                         |                                               |                                               |                                          |                                          |                                                          |                                                          |                                                              |                                                              |                                                              |                                                              |                                                              |                                                              |                                                               |                                                               |                                                                  |                                                                  |                                                                        |                                                                        |                                                                        |                                                                        |                                                                        |                                                                        |                                               |                                               |                                               |                                               |                                            |                                            |                                            |                                            |                                            |                                            |                                                            |                                                            |                                                            |                                                            |                                                            |                                                            |  |  |  |  |  |  |  |  |  |  |  |  |  |  |  |  |  |  |
|                                                      |                                                      |                                                      |                                                      |                                                      |                                                      |                                                 |                                                 |                                                       |                                                       |                                                       |                                                       |                                                       |                                                       |                                                                         |                                                                         |                                                                         |                                                                         |                                                                         |                                                                         |                                                                       |                                                                       |                                                                       |                                                                       |                                                    |                                                    |                                                                       |                                                                       |                                                                       |                                                                       |                                                                         |                                                                         |                                                                         |                                                                         |                                                                         |                                                                         |                                               |                                               |                                          |                                          |                                                          |                                                          |                                                              |                                                              |                                                              |                                                              |                                                              |                                                              |                                                               |                                                               |                                                                  |                                                                  |                                                                        |                                                                        |                                                                        |                                                                        |                                                                        |                                                                        |                                               |                                               |                                               |                                               |                                            |                                            |                                            |                                            |                                            |                                            |                                                            |                                                            |                                                            |                                                            |                                                            |                                                            |  |  |  |  |  |  |  |  |  |  |  |  |  |  |  |  |  |  |
|                                                      |                                                      |                                                      |                                                      |                                                      |                                                      |                                                 |                                                 |                                                       |                                                       |                                                       |                                                       |                                                       |                                                       |                                                                         |                                                                         |                                                                         |                                                                         |                                                                         |                                                                         |                                                                       |                                                                       |                                                                       |                                                                       |                                                    |                                                    |                                                                       |                                                                       |                                                                       |                                                                       |                                                                         |                                                                         |                                                                         |                                                                         |                                                                         |                                                                         |                                               |                                               |                                          |                                          |                                                          |                                                          |                                                              |                                                              |                                                              |                                                              |                                                              |                                                              |                                                               |                                                               |                                                                  |                                                                  |                                                                        |                                                                        |                                                                        |                                                                        |                                                                        |                                                                        |                                               |                                               |                                               |                                               |                                            |                                            |                                            |                                            |                                            |                                            |                                                            |                                                            |                                                            |                                                            |                                                            |                                                            |  |  |  |  |  |  |  |  |  |  |  |  |  |  |  |  |  |  |
| Вóлтер Íнклдон (англ. Walter Incledon)               | Вóлтер Íнклдон (англ. Walter Incledon)               | Вóлтер Íнклдон (англ. Walter Incledon)               | Вóлтер Íнклдон (англ. Walter Incledon)               | Вóлтер Íнклдон (англ. Walter Incledon)               | Вóлтер Íнклдон (англ. Walter Incledon)               |                                                 |                                                 | Éдіт Мей Саффілд (англ. Edith May Suffield) 1865-1936 | Éдіт Мей Саффілд (англ. Edith May Suffield) 1865-1936 | Éдіт Мей Саффілд (англ. Edith May Suffield) 1865-1936 | Éдіт Мей Саффілд (англ. Edith May Suffield) 1865-1936 | Éдіт Мей Саффілд (англ. Edith May Suffield) 1865-1936 | Éдіт Мей Саффілд (англ. Edith May Suffield) 1865-1936 |                                                                         |                                                                         |                                                                         |                                                                         |                                                                         |                                                                         |                                                                       |                                                                       |                                                                       |                                                                       | Мейбл Саффілд (англ. Mabel Suffield) 1870-1904     | Мейбл Саффілд (англ. Mabel Suffield) 1870-1904     | Мейбл Саффілд (англ. Mabel Suffield) 1870-1904                        | Мейбл Саффілд (англ. Mabel Suffield) 1870-1904                        | Мейбл Саффілд (англ. Mabel Suffield) 1870-1904                        | Мейбл Саффілд (англ. Mabel Suffield) 1870-1904                        |                                                                         |                                                                         |                                                                         |                                                                         |                                                                         |                                                                         |                                               |                                               |                                          |                                          | Áртур Рýел Толкін (англ. Arthur Reuel Tolkien) 1857-1896 | Áртур Рýел Толкін (англ. Arthur Reuel Tolkien) 1857-1896 | Áртур Рýел Толкін (англ. Arthur Reuel Tolkien) 1857-1896     | Áртур Рýел Толкін (англ. Arthur Reuel Tolkien) 1857-1896     | Áртур Рýел Толкін (англ. Arthur Reuel Tolkien) 1857-1896     | Áртур Рýел Толкін (англ. Arthur Reuel Tolkien) 1857-1896     |                                                              |                                                              | Ґрейс Бíндлі Толкін (англ. Grace Bindley Tolkien)             | Ґрейс Бíндлі Толкін (англ. Grace Bindley Tolkien)             | Ґрейс Бíндлі Толкін (англ. Grace Bindley Tolkien)                | Ґрейс Бíндлі Толкін (англ. Grace Bindley Tolkien)                | Ґрейс Бíндлі Толкін (англ. Grace Bindley Tolkien)                      | Ґрейс Бíндлі Толкін (англ. Grace Bindley Tolkien)                      |                                                                        |                                                                        | Вíльям Мáунтін (англ. William Mountain)                                | Вíльям Мáунтін (англ. William Mountain)                                | Вíльям Мáунтін (англ. William Mountain)       | Вíльям Мáунтін (англ. William Mountain)       | Вíльям Мáунтін (англ. William Mountain)       | Вíльям Мáунтін (англ. William Mountain)       |                                            |                                            | Вíлфред Толкін (англ. Wilfred Tolkien)     | Вíлфред Толкін (англ. Wilfred Tolkien)     | Вíлфред Толкін (англ. Wilfred Tolkien)     | Вíлфред Толкін (англ. Wilfred Tolkien)     | Вíлфред Толкін (англ. Wilfred Tolkien)                     | Вíлфред Толкін (англ. Wilfred Tolkien)                     |                                                            |                                                            |                                                            |                                                            |  |  |  |  |  |  |  |  |  |  |  |  |  |  |  |  |  |  |
| Вóлтер Íнклдон (англ. Walter Incledon)               | Вóлтер Íнклдон (англ. Walter Incledon)               | Вóлтер Íнклдон (англ. Walter Incledon)               | Вóлтер Íнклдон (англ. Walter Incledon)               | Вóлтер Íнклдон (англ. Walter Incledon)               | Вóлтер Íнклдон (англ. Walter Incledon)               |                                                 |                                                 | Éдіт Мей Саффілд (англ. Edith May Suffield) 1865-1936 | Éдіт Мей Саффілд (англ. Edith May Suffield) 1865-1936 | Éдіт Мей Саффілд (англ. Edith May Suffield) 1865-1936 | Éдіт Мей Саффілд (англ. Edith May Suffield) 1865-1936 | Éдіт Мей Саффілд (англ. Edith May Suffield) 1865-1936 | Éдіт Мей Саффілд (англ. Edith May Suffield) 1865-1936 |                                                                         |                                                                         |                                                                         |                                                                         |                                                                         |                                                                         |                                                                       |                                                                       |                                                                       |                                                                       | Мейбл Саффілд (англ. Mabel Suffield) 1870-1904     | Мейбл Саффілд (англ. Mabel Suffield) 1870-1904     | Мейбл Саффілд (англ. Mabel Suffield) 1870-1904                        | Мейбл Саффілд (англ. Mabel Suffield) 1870-1904                        | Мейбл Саффілд (англ. Mabel Suffield) 1870-1904                        | Мейбл Саффілд (англ. Mabel Suffield) 1870-1904                        |                                                                         |                                                                         |                                                                         |                                                                         |                                                                         |                                                                         |                                               |                                               |                                          |                                          | Áртур Рýел Толкін (англ. Arthur Reuel Tolkien) 1857-1896 | Áртур Рýел Толкін (англ. Arthur Reuel Tolkien) 1857-1896 | Áртур Рýел Толкін (англ. Arthur Reuel Tolkien) 1857-1896     | Áртур Рýел Толкін (англ. Arthur Reuel Tolkien) 1857-1896     | Áртур Рýел Толкін (англ. Arthur Reuel Tolkien) 1857-1896     | Áртур Рýел Толкін (англ. Arthur Reuel Tolkien) 1857-1896     |                                                              |                                                              | Ґрейс Бíндлі Толкін (англ. Grace Bindley Tolkien)             | Ґрейс Бíндлі Толкін (англ. Grace Bindley Tolkien)             | Ґрейс Бíндлі Толкін (англ. Grace Bindley Tolkien)                | Ґрейс Бíндлі Толкін (англ. Grace Bindley Tolkien)                | Ґрейс Бíндлі Толкін (англ. Grace Bindley Tolkien)                      | Ґрейс Бíндлі Толкін (англ. Grace Bindley Tolkien)                      |                                                                        |                                                                        | Вíльям Мáунтін (англ. William Mountain)                                | Вíльям Мáунтін (англ. William Mountain)                                | Вíльям Мáунтін (англ. William Mountain)       | Вíльям Мáунтін (англ. William Mountain)       | Вíльям Мáунтін (англ. William Mountain)       | Вíльям Мáунтін (англ. William Mountain)       |                                            |                                            | Вíлфред Толкін (англ. Wilfred Tolkien)     | Вíлфред Толкін (англ. Wilfred Tolkien)     | Вíлфред Толкін (англ. Wilfred Tolkien)     | Вíлфред Толкін (англ. Wilfred Tolkien)     | Вíлфред Толкін (англ. Wilfred Tolkien)                     | Вíлфред Толкін (англ. Wilfred Tolkien)                     |                                                            |                                                            |                                                            |                                                            |  |  |  |  |  |  |  |  |  |  |  |  |  |  |  |  |  |  |
|                                                      |                                                      |                                                      |                                                      |                                                      |                                                      |                                                 |                                                 |                                                       |                                                       |                                                       |                                                       |                                                       |                                                       |                                                                         |                                                                         |                                                                         |                                                                         |                                                                         |                                                                         |                                                                       |                                                                       |                                                                       |                                                                       |                                                    |                                                    |                                                                       |                                                                       |                                                                       |                                                                       |                                                                         |                                                                         |                                                                         |                                                                         |                                                                         |                                                                         |                                               |                                               |                                          |                                          |                                                          |                                                          |                                                              |                                                              |                                                              |                                                              |                                                              |                                                              |                                                               |                                                               |                                                                  |                                                                  |                                                                        |                                                                        |                                                                        |                                                                        |                                                                        |                                                                        |                                               |                                               |                                               |                                               |                                            |                                            |                                            |                                            |                                            |                                            |                                                            |                                                            |                                                            |                                                            |                                                            |                                                            |  |  |  |  |  |  |  |  |  |  |  |  |  |  |  |  |  |  |
|                                                      |                                                      |                                                      |                                                      |                                                      |                                                      |                                                 |                                                 |                                                       |                                                       |                                                       |                                                       | Джейн Саффілд (англ. Jane Suffield) 1872-1963         | Джейн Саффілд (англ. Jane Suffield) 1872-1963         | Джейн Саффілд (англ. Jane Suffield) 1872-1963                           | Джейн Саффілд (англ. Jane Suffield) 1872-1963                           | Джейн Саффілд (англ. Jane Suffield) 1872-1963                           | Джейн Саффілд (англ. Jane Suffield) 1872-1963                           |                                                                         |                                                                         | Вільям Саффілд (англ. William Suffield) 1874-1904                     | Вільям Саффілд (англ. William Suffield) 1874-1904                     | Вільям Саффілд (англ. William Suffield) 1874-1904                     | Вільям Саффілд (англ. William Suffield) 1874-1904                     | Вільям Саффілд (англ. William Suffield) 1874-1904  | Вільям Саффілд (англ. William Suffield) 1874-1904  |                                                                       |                                                                       | Бéатріс Бáртлетт (англ. Beatrice Bartlett)                            | Бéатріс Бáртлетт (англ. Beatrice Bartlett)                            | Бéатріс Бáртлетт (англ. Beatrice Bartlett)                              | Бéатріс Бáртлетт (англ. Beatrice Bartlett)                              | Бéатріс Бáртлетт (англ. Beatrice Bartlett)                              | Бéатріс Бáртлетт (англ. Beatrice Bartlett)                              |                                                                         |                                                                         | Том Гéдлі (англ. Tom Hadley)                  | Том Гéдлі (англ. Tom Hadley)                  | Том Гéдлі (англ. Tom Hadley)             | Том Гéдлі (англ. Tom Hadley)             | Том Гéдлі (англ. Tom Hadley)                             | Том Гéдлі (англ. Tom Hadley)                             |                                                              |                                                              | Флóренс Мері Толкін (англ. Florence Mary Tolkien)            | Флóренс Мері Толкін (англ. Florence Mary Tolkien)            | Флóренс Мері Толкін (англ. Florence Mary Tolkien)            | Флóренс Мері Толкін (англ. Florence Mary Tolkien)            | Флóренс Мері Толкін (англ. Florence Mary Tolkien)             | Флóренс Мері Толкін (англ. Florence Mary Tolkien)             |                                                                  |                                                                  | Том Мíттен (англ. Tom Mitten)                                          | Том Мíттен (англ. Tom Mitten)                                          | Том Мíттен (англ. Tom Mitten)                                          | Том Мíттен (англ. Tom Mitten)                                          | Том Мíттен (англ. Tom Mitten)                                          | Том Мíттен (англ. Tom Mitten)                                          |                                               |                                               | Мейбл Толкін (англ. Mabel Tolkien)            | Мейбл Толкін (англ. Mabel Tolkien)            | Мейбл Толкін (англ. Mabel Tolkien)         | Мейбл Толкін (англ. Mabel Tolkien)         | Мейбл Толкін (англ. Mabel Tolkien)         | Мейбл Толкін (англ. Mabel Tolkien)         |                                            |                                            | Лóренс Джордж Г. Толкін (англ. Laurence George H. Tolkien) | Лóренс Джордж Г. Толкін (англ. Laurence George H. Tolkien) | Лóренс Джордж Г. Толкін (англ. Laurence George H. Tolkien) | Лóренс Джордж Г. Толкін (англ. Laurence George H. Tolkien) | Лóренс Джордж Г. Толкін (англ. Laurence George H. Tolkien) | Лóренс Джордж Г. Толкін (англ. Laurence George H. Tolkien) |  |  |  |  |  |  |  |  |  |  |  |  |  |  |  |  |  |  |
|                                                      |                                                      |                                                      |                                                      |                                                      |                                                      |                                                 |                                                 |                                                       |                                                       |                                                       |                                                       | Джейн Саффілд (англ. Jane Suffield) 1872-1963         | Джейн Саффілд (англ. Jane Suffield) 1872-1963         | Джейн Саффілд (англ. Jane Suffield) 1872-1963                           | Джейн Саффілд (англ. Jane Suffield) 1872-1963                           | Джейн Саффілд (англ. Jane Suffield) 1872-1963                           | Джейн Саффілд (англ. Jane Suffield) 1872-1963                           |                                                                         |                                                                         | Вільям Саффілд (англ. William Suffield) 1874-1904                     | Вільям Саффілд (англ. William Suffield) 1874-1904                     | Вільям Саффілд (англ. William Suffield) 1874-1904                     | Вільям Саффілд (англ. William Suffield) 1874-1904                     | Вільям Саффілд (англ. William Suffield) 1874-1904  | Вільям Саффілд (англ. William Suffield) 1874-1904  |                                                                       |                                                                       | Бéатріс Бáртлетт (англ. Beatrice Bartlett)                            | Бéатріс Бáртлетт (англ. Beatrice Bartlett)                            | Бéатріс Бáртлетт (англ. Beatrice Bartlett)                              | Бéатріс Бáртлетт (англ. Beatrice Bartlett)                              | Бéатріс Бáртлетт (англ. Beatrice Bartlett)                              | Бéатріс Бáртлетт (англ. Beatrice Bartlett)                              |                                                                         |                                                                         | Том Гéдлі (англ. Tom Hadley)                  | Том Гéдлі (англ. Tom Hadley)                  | Том Гéдлі (англ. Tom Hadley)             | Том Гéдлі (англ. Tom Hadley)             | Том Гéдлі (англ. Tom Hadley)                             | Том Гéдлі (англ. Tom Hadley)                             |                                                              |                                                              | Флóренс Мері Толкін (англ. Florence Mary Tolkien)            | Флóренс Мері Толкін (англ. Florence Mary Tolkien)            | Флóренс Мері Толкін (англ. Florence Mary Tolkien)            | Флóренс Мері Толкін (англ. Florence Mary Tolkien)            | Флóренс Мері Толкін (англ. Florence Mary Tolkien)             | Флóренс Мері Толкін (англ. Florence Mary Tolkien)             |                                                                  |                                                                  | Том Мíттен (англ. Tom Mitten)                                          | Том Мíттен (англ. Tom Mitten)                                          | Том Мíттен (англ. Tom Mitten)                                          | Том Мíттен (англ. Tom Mitten)                                          | Том Мíттен (англ. Tom Mitten)                                          | Том Мíттен (англ. Tom Mitten)                                          |                                               |                                               | Мейбл Толкін (англ. Mabel Tolkien)            | Мейбл Толкін (англ. Mabel Tolkien)            | Мейбл Толкін (англ. Mabel Tolkien)         | Мейбл Толкін (англ. Mabel Tolkien)         | Мейбл Толкін (англ. Mabel Tolkien)         | Мейбл Толкін (англ. Mabel Tolkien)         |                                            |                                            | Лóренс Джордж Г. Толкін (англ. Laurence George H. Tolkien) | Лóренс Джордж Г. Толкін (англ. Laurence George H. Tolkien) | Лóренс Джордж Г. Толкін (англ. Laurence George H. Tolkien) | Лóренс Джордж Г. Толкін (англ. Laurence George H. Tolkien) | Лóренс Джордж Г. Толкін (англ. Laurence George H. Tolkien) | Лóренс Джордж Г. Толкін (англ. Laurence George H. Tolkien) |  |  |  |  |  |  |  |  |  |  |  |  |  |  |  |  |  |  |
|                                                      |                                                      |                                                      |                                                      |                                                      |                                                      |                                                 |                                                 |                                                       |                                                       |                                                       |                                                       |                                                       |                                                       |                                                                         |                                                                         |                                                                         |                                                                         |                                                                         |                                                                         |                                                                       |                                                                       |                                                                       |                                                                       |                                                    |                                                    |                                                                       |                                                                       |                                                                       |                                                                       |                                                                         |                                                                         |                                                                         |                                                                         |                                                                         |                                                                         |                                               |                                               |                                          |                                          |                                                          |                                                          |                                                              |                                                              |                                                              |                                                              |                                                              |                                                              |                                                               |                                                               |                                                                  |                                                                  |                                                                        |                                                                        |                                                                        |                                                                        |                                                                        |                                                                        |                                               |                                               |                                               |                                               |                                            |                                            |                                            |                                            |                                            |                                            |                                                            |                                                            |                                                            |                                                            |                                                            |                                                            |  |  |  |  |  |  |  |  |  |  |  |  |  |  |  |  |  |  |
|                                                      |                                                      |                                                      |                                                      |                                                      |                                                      |                                                 |                                                 |                                                       |                                                       |                                                       |                                                       |                                                       |                                                       |                                                                         |                                                                         |                                                                         |                                                                         |                                                                         |                                                                         |                                                                       |                                                                       |                                                                       |                                                                       |                                                    |                                                    |                                                                       |                                                                       |                                                                       |                                                                       |                                                                         |                                                                         |                                                                         |                                                                         |                                                                         |                                                                         |                                               |                                               |                                          |                                          |                                                          |                                                          |                                                              |                                                              |                                                              |                                                              |                                                              |                                                              |                                                               |                                                               |                                                                  |                                                                  |                                                                        |                                                                        |                                                                        |                                                                        |                                                                        |                                                                        |                                               |                                               |                                               |                                               |                                            |                                            |                                            |                                            |                                            |                                            |                                                            |                                                            |                                                            |                                                            |                                                            |                                                            |  |  |  |  |  |  |  |  |  |  |  |  |  |  |  |  |  |  |
|                                                      |                                                      |                                                      |                                                      |                                                      |                                                      |                                                 |                                                 |                                                       |                                                       |                                                       |                                                       |                                                       |                                                       |                                                                         |                                                                         |                                                                         |                                                                         |                                                                         |                                                                         |                                                                       |                                                                       |                                                                       |                                                                       |                                                    |                                                    |                                                                       |                                                                       |                                                                       |                                                                       |                                                                         |                                                                         |                                                                         |                                                                         |                                                                         |                                                                         |                                               |                                               |                                          |                                          |                                                          |                                                          |                                                              |                                                              |                                                              |                                                              |                                                              |                                                              |                                                               |                                                               |                                                                  |                                                                  |                                                                        |                                                                        |                                                                        |                                                                        |                                                                        |                                                                        |                                               |                                               |                                               |                                               |                                            |                                            |                                            |                                            |                                            |                                            |                                                            |                                                            |                                                            |                                                            |                                                            |                                                            |  |  |  |  |  |  |  |  |  |  |  |  |  |  |  |  |  |  |
|                                                      |                                                      |                                                      |                                                      |                                                      |                                                      |                                                 |                                                 |                                                       |                                                       |                                                       |                                                       |                                                       |                                                       |                                                                         |                                                                         |                                                                         |                                                                         |                                                                         |                                                                         |                                                                       |                                                                       |                                                                       |                                                                       |                                                    |                                                    |                                                                       |                                                                       |                                                                       |                                                                       |                                                                         |                                                                         |                                                                         |                                                                         |                                                                         |                                                                         |                                               |                                               |                                          |                                          |                                                          |                                                          |                                                              |                                                              |                                                              |                                                              |                                                              |                                                              |                                                               |                                                               |                                                                  |                                                                  |                                                                        |                                                                        |                                                                        |                                                                        |                                                                        |                                                                        |                                               |                                               |                                               |                                               |                                            |                                            |                                            |                                            |                                            |                                            |                                                            |                                                            |                                                            |                                                            |                                                            |                                                            |  |  |  |  |  |  |  |  |  |  |  |  |  |  |  |  |  |  |
| Мáрджорі Інклдон (англ. Marjorie Incledon) 1891-1973 | Мáрджорі Інклдон (англ. Marjorie Incledon) 1891-1973 | Мáрджорі Інклдон (англ. Marjorie Incledon) 1891-1973 | Мáрджорі Інклдон (англ. Marjorie Incledon) 1891-1973 | Мáрджорі Інклдон (англ. Marjorie Incledon) 1891-1973 | Мáрджорі Інклдон (англ. Marjorie Incledon) 1891-1973 |                                                 |                                                 | Мері Інклдон (англ. Mary Incledon) 1895-1940          | Мері Інклдон (англ. Mary Incledon) 1895-1940          | Мері Інклдон (англ. Mary Incledon) 1895-1940          | Мері Інклдон (англ. Mary Incledon) 1895-1940          | Мері Інклдон (англ. Mary Incledon) 1895-1940          | Мері Інклдон (англ. Mary Incledon) 1895-1940          |                                                                         |                                                                         |                                                                         |                                                                         | Едіт Мері Бретт (англ. Edith Mary Bratt) 1889-1971                      | Едіт Мері Бретт (англ. Edith Mary Bratt) 1889-1971                      | Едіт Мері Бретт (англ. Edith Mary Bratt) 1889-1971                    | Едіт Мері Бретт (англ. Edith Mary Bratt) 1889-1971                    | Едіт Мері Бретт (англ. Edith Mary Bratt) 1889-1971                    | Едіт Мері Бретт (англ. Edith Mary Bratt) 1889-1971                    |                                                    |                                                    | Джон Рональд Руел Толкін 1892-1973                                    | Джон Рональд Руел Толкін 1892-1973                                    | Джон Рональд Руел Толкін 1892-1973                                    | Джон Рональд Руел Толкін 1892-1973                                    | Джон Рональд Руел Толкін 1892-1973                                      | Джон Рональд Руел Толкін 1892-1973                                      |                                                                         |                                                                         |                                                                         |                                                                         |                                               |                                               |                                          |                                          |                                                          |                                                          |                                                              |                                                              |                                                              |                                                              |                                                              |                                                              |                                                               |                                                               |                                                                  |                                                                  | Гíларі Артур Руел Толкін (англ. Hilary Arthur Reuel Tolkien) 1894-1976 | Гíларі Артур Руел Толкін (англ. Hilary Arthur Reuel Tolkien) 1894-1976 | Гíларі Артур Руел Толкін (англ. Hilary Arthur Reuel Tolkien) 1894-1976 | Гíларі Артур Руел Толкін (англ. Hilary Arthur Reuel Tolkien) 1894-1976 | Гíларі Артур Руел Толкін (англ. Hilary Arthur Reuel Tolkien) 1894-1976 | Гíларі Артур Руел Толкін (англ. Hilary Arthur Reuel Tolkien) 1894-1976 |                                               |                                               | Маґдалíн Мéттьюз (англ. Magdalen Matthews)    | Маґдалíн Мéттьюз (англ. Magdalen Matthews)    | Маґдалíн Мéттьюз (англ. Magdalen Matthews) | Маґдалíн Мéттьюз (англ. Magdalen Matthews) | Маґдалíн Мéттьюз (англ. Magdalen Matthews) | Маґдалíн Мéттьюз (англ. Magdalen Matthews) |                                            |                                            |                                                            |                                                            |                                                            |                                                            |                                                            |                                                            |  |  |  |  |  |  |  |  |  |  |  |  |  |  |  |  |  |  |
| Мáрджорі Інклдон (англ. Marjorie Incledon) 1891-1973 | Мáрджорі Інклдон (англ. Marjorie Incledon) 1891-1973 | Мáрджорі Інклдон (англ. Marjorie Incledon) 1891-1973 | Мáрджорі Інклдон (англ. Marjorie Incledon) 1891-1973 | Мáрджорі Інклдон (англ. Marjorie Incledon) 1891-1973 | Мáрджорі Інклдон (англ. Marjorie Incledon) 1891-1973 |                                                 |                                                 | Мері Інклдон (англ. Mary Incledon) 1895-1940          | Мері Інклдон (англ. Mary Incledon) 1895-1940          | Мері Інклдон (англ. Mary Incledon) 1895-1940          | Мері Інклдон (англ. Mary Incledon) 1895-1940          | Мері Інклдон (англ. Mary Incledon) 1895-1940          | Мері Інклдон (англ. Mary Incledon) 1895-1940          |                                                                         |                                                                         |                                                                         |                                                                         | Едіт Мері Бретт (англ. Edith Mary Bratt) 1889-1971                      | Едіт Мері Бретт (англ. Edith Mary Bratt) 1889-1971                      | Едіт Мері Бретт (англ. Edith Mary Bratt) 1889-1971                    | Едіт Мері Бретт (англ. Edith Mary Bratt) 1889-1971                    | Едіт Мері Бретт (англ. Edith Mary Bratt) 1889-1971                    | Едіт Мері Бретт (англ. Edith Mary Bratt) 1889-1971                    |                                                    |                                                    | Джон Рональд Руел Толкін 1892-1973                                    | Джон Рональд Руел Толкін 1892-1973                                    | Джон Рональд Руел Толкін 1892-1973                                    | Джон Рональд Руел Толкін 1892-1973                                    | Джон Рональд Руел Толкін 1892-1973                                      | Джон Рональд Руел Толкін 1892-1973                                      |                                                                         |                                                                         |                                                                         |                                                                         |                                               |                                               |                                          |                                          |                                                          |                                                          |                                                              |                                                              |                                                              |                                                              |                                                              |                                                              |                                                               |                                                               |                                                                  |                                                                  | Гíларі Артур Руел Толкін (англ. Hilary Arthur Reuel Tolkien) 1894-1976 | Гíларі Артур Руел Толкін (англ. Hilary Arthur Reuel Tolkien) 1894-1976 | Гíларі Артур Руел Толкін (англ. Hilary Arthur Reuel Tolkien) 1894-1976 | Гíларі Артур Руел Толкін (англ. Hilary Arthur Reuel Tolkien) 1894-1976 | Гíларі Артур Руел Толкін (англ. Hilary Arthur Reuel Tolkien) 1894-1976 | Гíларі Артур Руел Толкін (англ. Hilary Arthur Reuel Tolkien) 1894-1976 |                                               |                                               | Маґдалíн Мéттьюз (англ. Magdalen Matthews)    | Маґдалíн Мéттьюз (англ. Magdalen Matthews)    | Маґдалíн Мéттьюз (англ. Magdalen Matthews) | Маґдалíн Мéттьюз (англ. Magdalen Matthews) | Маґдалíн Мéттьюз (англ. Magdalen Matthews) | Маґдалíн Мéттьюз (англ. Magdalen Matthews) |                                            |                                            |                                                            |                                                            |                                                            |                                                            |                                                            |                                                            |  |  |  |  |  |  |  |  |  |  |  |  |  |  |  |  |  |  |
|                                                      |                                                      |                                                      |                                                      |                                                      |                                                      |                                                 |                                                 |                                                       |                                                       |                                                       |                                                       |                                                       |                                                       |                                                                         |                                                                         |                                                                         |                                                                         |                                                                         |                                                                         |                                                                       |                                                                       |                                                                       |                                                                       |                                                    |                                                    |                                                                       |                                                                       |                                                                       |                                                                       |                                                                         |                                                                         |                                                                         |                                                                         |                                                                         |                                                                         |                                               |                                               |                                          |                                          |                                                          |                                                          |                                                              |                                                              |                                                              |                                                              |                                                              |                                                              |                                                               |                                                               |                                                                  |                                                                  |                                                                        |                                                                        |                                                                        |                                                                        |                                                                        |                                                                        |                                               |                                               |                                               |                                               |                                            |                                            |                                            |                                            |                                            |                                            |                                                            |                                                            |                                                            |                                                            |                                                            |                                                            |  |  |  |  |  |  |  |  |  |  |  |  |  |  |  |  |  |  |
|                                                      |                                                      |                                                      |                                                      |                                                      |                                                      |                                                 |                                                 |                                                       |                                                       |                                                       |                                                       |                                                       |                                                       |                                                                         |                                                                         |                                                                         |                                                                         |                                                                         |                                                                         |                                                                       |                                                                       |                                                                       |                                                                       |                                                    |                                                    |                                                                       |                                                                       |                                                                       |                                                                       |                                                                         |                                                                         |                                                                         |                                                                         |                                                                         |                                                                         |                                               |                                               |                                          |                                          |                                                          |                                                          |                                                              |                                                              |                                                              |                                                              |                                                              |                                                              |                                                               |                                                               |                                                                  |                                                                  |                                                                        |                                                                        |                                                                        |                                                                        |                                                                        |                                                                        |                                               |                                               |                                               |                                               |                                            |                                            |                                            |                                            |                                            |                                            |                                                            |                                                            |                                                            |                                                            |                                                            |                                                            |  |  |  |  |  |  |  |  |  |  |  |  |  |  |  |  |  |  |
|                                                      |                                                      |                                                      |                                                      |                                                      |                                                      |                                                 |                                                 |                                                       |                                                       |                                                       |                                                       |                                                       |                                                       |                                                                         |                                                                         |                                                                         |                                                                         |                                                                         |                                                                         |                                                                       |                                                                       |                                                                       |                                                                       |                                                    |                                                    |                                                                       |                                                                       |                                                                       |                                                                       |                                                                         |                                                                         |                                                                         |                                                                         |                                                                         |                                                                         |                                               |                                               |                                          |                                          |                                                          |                                                          |                                                              |                                                              |                                                              |                                                              |                                                              |                                                              |                                                               |                                                               |                                                                  |                                                                  |                                                                        |                                                                        |                                                                        |                                                                        |                                                                        |                                                                        |                                               |                                               |                                               |                                               |                                            |                                            |                                            |                                            |                                            |                                            |                                                            |                                                            |                                                            |                                                            |                                                            |                                                            |  |  |  |  |  |  |  |  |  |  |  |  |  |  |  |  |  |  |
|                                                      |                                                      |                                                      |                                                      |                                                      |                                                      |                                                 |                                                 |                                                       |                                                       |                                                       |                                                       |                                                       |                                                       |                                                                         |                                                                         |                                                                         |                                                                         |                                                                         |                                                                         |                                                                       |                                                                       |                                                                       |                                                                       |                                                    |                                                    |                                                                       |                                                                       |                                                                       |                                                                       |                                                                         |                                                                         |                                                                         |                                                                         |                                                                         |                                                                         |                                               |                                               |                                          |                                          |                                                          |                                                          |                                                              |                                                              |                                                              |                                                              |                                                              |                                                              |                                                               |                                                               |                                                                  |                                                                  |                                                                        |                                                                        |                                                                        |                                                                        |                                                                        |                                                                        |                                               |                                               |                                               |                                               |                                            |                                            |                                            |                                            |                                            |                                            |                                                            |                                                            |                                                            |                                                            |                                                            |                                                            |  |  |  |  |  |  |  |  |  |  |  |  |  |  |  |  |  |  |
|                                                      |                                                      |                                                      |                                                      |                                                      |                                                      |                                                 |                                                 |                                                       |                                                       |                                                       |                                                       |                                                       |                                                       |                                                                         |                                                                         |                                                                         |                                                                         | Джон Фрéнсіс Руел Толкін (англ. John Francis Reuel Tolkien) 1917-2003   | Джон Фрéнсіс Руел Толкін (англ. John Francis Reuel Tolkien) 1917-2003   | Джон Фрéнсіс Руел Толкін (англ. John Francis Reuel Tolkien) 1917-2003 | Джон Фрéнсіс Руел Толкін (англ. John Francis Reuel Tolkien) 1917-2003 | Джон Фрéнсіс Руел Толкін (англ. John Francis Reuel Tolkien) 1917-2003 | Джон Фрéнсіс Руел Толкін (англ. John Francis Reuel Tolkien) 1917-2003 |                                                    |                                                    | Прісци´лла Енн Руел Толкін (англ. Priscilla Anne Reuel Tolkien) 1929— | Прісци´лла Енн Руел Толкін (англ. Priscilla Anne Reuel Tolkien) 1929— | Прісци´лла Енн Руел Толкін (англ. Priscilla Anne Reuel Tolkien) 1929— | Прісци´лла Енн Руел Толкін (англ. Priscilla Anne Reuel Tolkien) 1929— | Прісци´лла Енн Руел Толкін (англ. Priscilla Anne Reuel Tolkien) 1929—   | Прісци´лла Енн Руел Толкін (англ. Priscilla Anne Reuel Tolkien) 1929—   |                                                                         |                                                                         |                                                                         |                                                                         |                                               |                                               |                                          |                                          |                                                          |                                                          |                                                              |                                                              | Джун (англ. June)                                            | Джун (англ. June)                                            | Джун (англ. June)                                            | Джун (англ. June)                                            | Джун (англ. June)                                             | Джун (англ. June)                                             |                                                                  |                                                                  | Ґéбріел Толкін (англ. Gabriel Tolkien) 1931—                           | Ґéбріел Толкін (англ. Gabriel Tolkien) 1931—                           | Ґéбріел Толкін (англ. Gabriel Tolkien) 1931—                           | Ґéбріел Толкін (англ. Gabriel Tolkien) 1931—                           | Ґéбріел Толкін (англ. Gabriel Tolkien) 1931—                           | Ґéбріел Толкін (англ. Gabriel Tolkien) 1931—                           |                                               |                                               | Пол Толкін (англ. Paul Tolkien) 1935—         | Пол Толкін (англ. Paul Tolkien) 1935—         | Пол Толкін (англ. Paul Tolkien) 1935—      | Пол Толкін (англ. Paul Tolkien) 1935—      | Пол Толкін (англ. Paul Tolkien) 1935—      | Пол Толкін (англ. Paul Tolkien) 1935—      |                                            |                                            | Енн (англ. Ann)                                            | Енн (англ. Ann)                                            | Енн (англ. Ann)                                            | Енн (англ. Ann)                                            | Енн (англ. Ann)                                            | Енн (англ. Ann)                                            |  |  |  |  |  |  |  |  |  |  |  |  |  |  |  |  |  |  |
|                                                      |                                                      |                                                      |                                                      |                                                      |                                                      |                                                 |                                                 |                                                       |                                                       |                                                       |                                                       |                                                       |                                                       |                                                                         |                                                                         |                                                                         |                                                                         | Джон Фрéнсіс Руел Толкін (англ. John Francis Reuel Tolkien) 1917-2003   | Джон Фрéнсіс Руел Толкін (англ. John Francis Reuel Tolkien) 1917-2003   | Джон Фрéнсіс Руел Толкін (англ. John Francis Reuel Tolkien) 1917-2003 | Джон Фрéнсіс Руел Толкін (англ. John Francis Reuel Tolkien) 1917-2003 | Джон Фрéнсіс Руел Толкін (англ. John Francis Reuel Tolkien) 1917-2003 | Джон Фрéнсіс Руел Толкін (англ. John Francis Reuel Tolkien) 1917-2003 |                                                    |                                                    | Прісци´лла Енн Руел Толкін (англ. Priscilla Anne Reuel Tolkien) 1929— | Прісци´лла Енн Руел Толкін (англ. Priscilla Anne Reuel Tolkien) 1929— | Прісци´лла Енн Руел Толкін (англ. Priscilla Anne Reuel Tolkien) 1929— | Прісци´лла Енн Руел Толкін (англ. Priscilla Anne Reuel Tolkien) 1929— | Прісци´лла Енн Руел Толкін (англ. Priscilla Anne Reuel Tolkien) 1929—   | Прісци´лла Енн Руел Толкін (англ. Priscilla Anne Reuel Tolkien) 1929—   |                                                                         |                                                                         |                                                                         |                                                                         |                                               |                                               |                                          |                                          |                                                          |                                                          |                                                              |                                                              | Джун (англ. June)                                            | Джун (англ. June)                                            | Джун (англ. June)                                            | Джун (англ. June)                                            | Джун (англ. June)                                             | Джун (англ. June)                                             |                                                                  |                                                                  | Ґéбріел Толкін (англ. Gabriel Tolkien) 1931—                           | Ґéбріел Толкін (англ. Gabriel Tolkien) 1931—                           | Ґéбріел Толкін (англ. Gabriel Tolkien) 1931—                           | Ґéбріел Толкін (англ. Gabriel Tolkien) 1931—                           | Ґéбріел Толкін (англ. Gabriel Tolkien) 1931—                           | Ґéбріел Толкін (англ. Gabriel Tolkien) 1931—                           |                                               |                                               | Пол Толкін (англ. Paul Tolkien) 1935—         | Пол Толкін (англ. Paul Tolkien) 1935—         | Пол Толкін (англ. Paul Tolkien) 1935—      | Пол Толкін (англ. Paul Tolkien) 1935—      | Пол Толкін (англ. Paul Tolkien) 1935—      | Пол Толкін (англ. Paul Tolkien) 1935—      |                                            |                                            | Енн (англ. Ann)                                            | Енн (англ. Ann)                                            | Енн (англ. Ann)                                            | Енн (англ. Ann)                                            | Енн (англ. Ann)                                            | Енн (англ. Ann)                                            |  |  |  |  |  |  |  |  |  |  |  |  |  |  |  |  |  |  |
|                                                      |                                                      |                                                      |                                                      |                                                      |                                                      |                                                 |                                                 |                                                       |                                                       |                                                       |                                                       |                                                       |                                                       |                                                                         |                                                                         |                                                                         |                                                                         |                                                                         |                                                                         |                                                                       |                                                                       |                                                                       |                                                                       |                                                    |                                                    |                                                                       |                                                                       |                                                                       |                                                                       |                                                                         |                                                                         |                                                                         |                                                                         |                                                                         |                                                                         |                                               |                                               |                                          |                                          |                                                          |                                                          |                                                              |                                                              |                                                              |                                                              |                                                              |                                                              |                                                               |                                                               |                                                                  |                                                                  |                                                                        |                                                                        |                                                                        |                                                                        |                                                                        |                                                                        |                                               |                                               |                                               |                                               |                                            |                                            |                                            |                                            |                                            |                                            |                                                            |                                                            |                                                            |                                                            |                                                            |                                                            |  |  |  |  |  |  |  |  |  |  |  |  |  |  |  |  |  |  |
|                                                      |                                                      |                                                      |                                                      |                                                      |                                                      |                                                 |                                                 |                                                       |                                                       |                                                       |                                                       |                                                       |                                                       |                                                                         |                                                                         |                                                                         |                                                                         |                                                                         |                                                                         |                                                                       |                                                                       |                                                                       |                                                                       |                                                    |                                                    |                                                                       |                                                                       |                                                                       |                                                                       |                                                                         |                                                                         |                                                                         |                                                                         |                                                                         |                                                                         |                                               |                                               |                                          |                                          |                                                          |                                                          |                                                              |                                                              |                                                              |                                                              |                                                              |                                                              |                                                               |                                                               |                                                                  |                                                                  |                                                                        |                                                                        |                                                                        |                                                                        |                                                                        |                                                                        |                                               |                                               |                                               |                                               |                                            |                                            |                                            |                                            |                                            |                                            |                                                            |                                                            |                                                            |                                                            |                                                            |                                                            |  |  |  |  |  |  |  |  |  |  |  |  |  |  |  |  |  |  |
|                                                      |                                                      |                                                      |                                                      |                                                      |                                                      | Джóан Ґріффітс (англ. Joan Griffiths) 1916-1982 | Джóан Ґріффітс (англ. Joan Griffiths) 1916-1982 | Джóан Ґріффітс (англ. Joan Griffiths) 1916-1982       | Джóан Ґріффітс (англ. Joan Griffiths) 1916-1982       | Джóан Ґріффітс (англ. Joan Griffiths) 1916-1982       | Джóан Ґріффітс (англ. Joan Griffiths) 1916-1982       |                                                       |                                                       | Майкл Гіларі Руел Толкін (англ. Michael Hilary Reuel Tolkien) 1920-1984 | Майкл Гіларі Руел Толкін (англ. Michael Hilary Reuel Tolkien) 1920-1984 | Майкл Гіларі Руел Толкін (англ. Michael Hilary Reuel Tolkien) 1920-1984 | Майкл Гіларі Руел Толкін (англ. Michael Hilary Reuel Tolkien) 1920-1984 | Майкл Гіларі Руел Толкін (англ. Michael Hilary Reuel Tolkien) 1920-1984 | Майкл Гіларі Руел Толкін (англ. Michael Hilary Reuel Tolkien) 1920-1984 |                                                                       |                                                                       | Фейт Фóлконбрідж (англ. Faith Faulconbridge) 1928-                    | Фейт Фóлконбрідж (англ. Faith Faulconbridge) 1928-                    | Фейт Фóлконбрідж (англ. Faith Faulconbridge) 1928- | Фейт Фóлконбрідж (англ. Faith Faulconbridge) 1928- | Фейт Фóлконбрідж (англ. Faith Faulconbridge) 1928-                    | Фейт Фóлконбрідж (англ. Faith Faulconbridge) 1928-                    |                                                                       |                                                                       | Крістофер Джон Руел Толкін (англ. Christopher John Reuel Tolkien) 1924— | Крістофер Джон Руел Толкін (англ. Christopher John Reuel Tolkien) 1924— | Крістофер Джон Руел Толкін (англ. Christopher John Reuel Tolkien) 1924— | Крістофер Джон Руел Толкін (англ. Christopher John Reuel Tolkien) 1924— | Крістофер Джон Руел Толкін (англ. Christopher John Reuel Tolkien) 1924— | Крістофер Джон Руел Толкін (англ. Christopher John Reuel Tolkien) 1924— |                                               |                                               | Бéйлі Класс (англ. Baillie Klass) 1941—  | Бéйлі Класс (англ. Baillie Klass) 1941—  | Бéйлі Класс (англ. Baillie Klass) 1941—                  | Бéйлі Класс (англ. Baillie Klass) 1941—                  | Бéйлі Класс (англ. Baillie Klass) 1941—                      | Бéйлі Класс (англ. Baillie Klass) 1941—                      |                                                              |                                                              |                                                              |                                                              |                                                               |                                                               |                                                                  |                                                                  | Джýліан Толкін (англ. Julian Tolkien) 1935—                            | Джýліан Толкін (англ. Julian Tolkien) 1935—                            | Джýліан Толкін (англ. Julian Tolkien) 1935—                            | Джýліан Толкін (англ. Julian Tolkien) 1935—                            | Джýліан Толкін (англ. Julian Tolkien) 1935—                            | Джýліан Толкін (англ. Julian Tolkien) 1935—                            |                                               |                                               | Ґлíніс (англ. Glynis)                         | Ґлíніс (англ. Glynis)                         | Ґлíніс (англ. Glynis)                      | Ґлíніс (англ. Glynis)                      | Ґлíніс (англ. Glynis)                      | Ґлíніс (англ. Glynis)                      |                                            |                                            |                                                            |                                                            |                                                            |                                                            |                                                            |                                                            |  |  |  |  |  |  |  |  |  |  |  |  |  |  |  |  |  |  |
|                                                      |                                                      |                                                      |                                                      |                                                      |                                                      | Джóан Ґріффітс (англ. Joan Griffiths) 1916-1982 | Джóан Ґріффітс (англ. Joan Griffiths) 1916-1982 | Джóан Ґріффітс (англ. Joan Griffiths) 1916-1982       | Джóан Ґріффітс (англ. Joan Griffiths) 1916-1982       | Джóан Ґріффітс (англ. Joan Griffiths) 1916-1982       | Джóан Ґріффітс (англ. Joan Griffiths) 1916-1982       |                                                       |                                                       | Майкл Гіларі Руел Толкін (англ. Michael Hilary Reuel Tolkien) 1920-1984 | Майкл Гіларі Руел Толкін (англ. Michael Hilary Reuel Tolkien) 1920-1984 | Майкл Гіларі Руел Толкін (англ. Michael Hilary Reuel Tolkien) 1920-1984 | Майкл Гіларі Руел Толкін (англ. Michael Hilary Reuel Tolkien) 1920-1984 | Майкл Гіларі Руел Толкін (англ. Michael Hilary Reuel Tolkien) 1920-1984 | Майкл Гіларі Руел Толкін (англ. Michael Hilary Reuel Tolkien) 1920-1984 |                                                                       |                                                                       | Фейт Фóлконбрідж (англ. Faith Faulconbridge) 1928-                    | Фейт Фóлконбрідж (англ. Faith Faulconbridge) 1928-                    | Фейт Фóлконбрідж (англ. Faith Faulconbridge) 1928- | Фейт Фóлконбрідж (англ. Faith Faulconbridge) 1928- | Фейт Фóлконбрідж (англ. Faith Faulconbridge) 1928-                    | Фейт Фóлконбрідж (англ. Faith Faulconbridge) 1928-                    |                                                                       |                                                                       | Крістофер Джон Руел Толкін (англ. Christopher John Reuel Tolkien) 1924— | Крістофер Джон Руел Толкін (англ. Christopher John Reuel Tolkien) 1924— | Крістофер Джон Руел Толкін (англ. Christopher John Reuel Tolkien) 1924— | Крістофер Джон Руел Толкін (англ. Christopher John Reuel Tolkien) 1924— | Крістофер Джон Руел Толкін (англ. Christopher John Reuel Tolkien) 1924— | Крістофер Джон Руел Толкін (англ. Christopher John Reuel Tolkien) 1924— |                                               |                                               | Бéйлі Класс (англ. Baillie Klass) 1941—  | Бéйлі Класс (англ. Baillie Klass) 1941—  | Бéйлі Класс (англ. Baillie Klass) 1941—                  | Бéйлі Класс (англ. Baillie Klass) 1941—                  | Бéйлі Класс (англ. Baillie Klass) 1941—                      | Бéйлі Класс (англ. Baillie Klass) 1941—                      |                                                              |                                                              |                                                              |                                                              |                                                               |                                                               |                                                                  |                                                                  | Джýліан Толкін (англ. Julian Tolkien) 1935—                            | Джýліан Толкін (англ. Julian Tolkien) 1935—                            | Джýліан Толкін (англ. Julian Tolkien) 1935—                            | Джýліан Толкін (англ. Julian Tolkien) 1935—                            | Джýліан Толкін (англ. Julian Tolkien) 1935—                            | Джýліан Толкін (англ. Julian Tolkien) 1935—                            |                                               |                                               | Ґлíніс (англ. Glynis)                         | Ґлíніс (англ. Glynis)                         | Ґлíніс (англ. Glynis)                      | Ґлíніс (англ. Glynis)                      | Ґлíніс (англ. Glynis)                      | Ґлíніс (англ. Glynis)                      |                                            |                                            |                                                            |                                                            |                                                            |                                                            |                                                            |                                                            |  |  |  |  |  |  |  |  |  |  |  |  |  |  |  |  |  |  |
|                                                      |                                                      |                                                      |                                                      |                                                      |                                                      |                                                 |                                                 |                                                       |                                                       |                                                       |                                                       |                                                       |                                                       |                                                                         |                                                                         |                                                                         |                                                                         |                                                                         |                                                                         |                                                                       |                                                                       |                                                                       |                                                                       |                                                    |                                                    |                                                                       |                                                                       |                                                                       |                                                                       |                                                                         |                                                                         |                                                                         |                                                                         |                                                                         |                                                                         |                                               |                                               |                                          |                                          |                                                          |                                                          |                                                              |                                                              |                                                              |                                                              |                                                              |                                                              |                                                               |                                                               |                                                                  |                                                                  |                                                                        |                                                                        |                                                                        |                                                                        |                                                                        |                                                                        |                                               |                                               |                                               |                                               |                                            |                                            |                                            |                                            |                                            |                                            |                                                            |                                                            |                                                            |                                                            |                                                            |                                                            |  |  |  |  |  |  |  |  |  |  |  |  |  |  |  |  |  |  |
|                                                      |                                                      |                                                      |                                                      |                                                      |                                                      |                                                 |                                                 |                                                       |                                                       |                                                       |                                                       |                                                       |                                                       |                                                                         |                                                                         |                                                                         |                                                                         |                                                                         |                                                                         |                                                                       |                                                                       |                                                                       |                                                                       |                                                    |                                                    |                                                                       |                                                                       |                                                                       |                                                                       |                                                                         |                                                                         |                                                                         |                                                                         |                                                                         |                                                                         |                                               |                                               |                                          |                                          |                                                          |                                                          |                                                              |                                                              |                                                              |                                                              |                                                              |                                                              |                                                               |                                                               |                                                                  |                                                                  |                                                                        |                                                                        |                                                                        |                                                                        |                                                                        |                                                                        |                                               |                                               |                                               |                                               |                                            |                                            |                                            |                                            |                                            |                                            |                                                            |                                                            |                                                            |                                                            |                                                            |                                                            |  |  |  |  |  |  |  |  |  |  |  |  |  |  |  |  |  |  |
|                                                      |                                                      |                                                      |                                                      |                                                      |                                                      |                                                 |                                                 |                                                       |                                                       |                                                       |                                                       |                                                       |                                                       |                                                                         |                                                                         |                                                                         |                                                                         |                                                                         |                                                                         |                                                                       |                                                                       |                                                                       |                                                                       |                                                    |                                                    |                                                                       |                                                                       |                                                                       |                                                                       |                                                                         |                                                                         |                                                                         |                                                                         |                                                                         |                                                                         |                                               |                                               |                                          |                                          |                                                          |                                                          |                                                              |                                                              |                                                              |                                                              |                                                              |                                                              |                                                               |                                                               |                                                                  |                                                                  |                                                                        |                                                                        |                                                                        |                                                                        |                                                                        |                                                                        |                                               |                                               |                                               |                                               |                                            |                                            |                                            |                                            |                                            |                                            |                                                            |                                                            |                                                            |                                                            |                                                            |                                                            |  |  |  |  |  |  |  |  |  |  |  |  |  |  |  |  |  |  |
|                                                      |                                                      |                                                      |                                                      |                                                      |                                                      |                                                 |                                                 |                                                       |                                                       |                                                       |                                                       |                                                       |                                                       |                                                                         |                                                                         |                                                                         |                                                                         |                                                                         |                                                                         |                                                                       |                                                                       |                                                                       |                                                                       |                                                    |                                                    |                                                                       |                                                                       |                                                                       |                                                                       |                                                                         |                                                                         |                                                                         |                                                                         |                                                                         |                                                                         |                                               |                                               |                                          |                                          |                                                          |                                                          |                                                              |                                                              |                                                              |                                                              |                                                              |                                                              |                                                               |                                                               |                                                                  |                                                                  |                                                                        |                                                                        |                                                                        |                                                                        |                                                                        |                                                                        |                                               |                                               |                                               |                                               |                                            |                                            |                                            |                                            |                                            |                                            |                                                            |                                                            |                                                            |                                                            |                                                            |                                                            |  |  |  |  |  |  |  |  |  |  |  |  |  |  |  |  |  |  |
|                                                      |                                                      |                                                      |                                                      | Айрíні Ферр'є´ (англ. Irene Ferrier)                 | Айрíні Ферр'є´ (англ. Irene Ferrier)                 | Айрíні Ферр'є´ (англ. Irene Ferrier)            | Айрíні Ферр'є´ (англ. Irene Ferrier)            | Айрíні Ферр'є´ (англ. Irene Ferrier)                  | Айрíні Ферр'є´ (англ. Irene Ferrier)                  |                                                       |                                                       | Майкл Толкін (англ. Michael Tolkien) 1943—            | Майкл Толкін (англ. Michael Tolkien) 1943—            | Майкл Толкін (англ. Michael Tolkien) 1943—                              | Майкл Толкін (англ. Michael Tolkien) 1943—                              | Майкл Толкін (англ. Michael Tolkien) 1943—                              | Майкл Толкін (англ. Michael Tolkien) 1943—                              |                                                                         |                                                                         | Джен Тéрнер (англ. Jan Turner)                                        | Джен Тéрнер (англ. Jan Turner)                                        | Джен Тéрнер (англ. Jan Turner)                                        | Джен Тéрнер (англ. Jan Turner)                                        | Джен Тéрнер (англ. Jan Turner)                     | Джен Тéрнер (англ. Jan Turner)                     |                                                                       |                                                                       |                                                                       |                                                                       |                                                                         |                                                                         |                                                                         |                                                                         |                                                                         |                                                                         |                                               |                                               |                                          |                                          |                                                          |                                                          |                                                              |                                                              |                                                              |                                                              |                                                              |                                                              |                                                               |                                                               |                                                                  |                                                                  |                                                                        |                                                                        |                                                                        |                                                                        |                                                                        |                                                                        |                                               |                                               |                                               |                                               |                                            |                                            |                                            |                                            |                                            |                                            |                                                            |                                                            |                                                            |                                                            |                                                            |                                                            |  |  |  |  |  |  |  |  |  |  |  |  |  |  |  |  |  |  |
|                                                      |                                                      |                                                      |                                                      | Айрíні Ферр'є´ (англ. Irene Ferrier)                 | Айрíні Ферр'є´ (англ. Irene Ferrier)                 | Айрíні Ферр'є´ (англ. Irene Ferrier)            | Айрíні Ферр'є´ (англ. Irene Ferrier)            | Айрíні Ферр'є´ (англ. Irene Ferrier)                  | Айрíні Ферр'є´ (англ. Irene Ferrier)                  |                                                       |                                                       | Майкл Толкін (англ. Michael Tolkien) 1943—            | Майкл Толкін (англ. Michael Tolkien) 1943—            | Майкл Толкін (англ. Michael Tolkien) 1943—                              | Майкл Толкін (англ. Michael Tolkien) 1943—                              | Майкл Толкін (англ. Michael Tolkien) 1943—                              | Майкл Толкін (англ. Michael Tolkien) 1943—                              |                                                                         |                                                                         | Джен Тéрнер (англ. Jan Turner)                                        | Джен Тéрнер (англ. Jan Turner)                                        | Джен Тéрнер (англ. Jan Turner)                                        | Джен Тéрнер (англ. Jan Turner)                                        | Джен Тéрнер (англ. Jan Turner)                     | Джен Тéрнер (англ. Jan Turner)                     |                                                                       |                                                                       |                                                                       |                                                                       |                                                                         |                                                                         |                                                                         |                                                                         |                                                                         |                                                                         |                                               |                                               |                                          |                                          |                                                          |                                                          |                                                              |                                                              |                                                              |                                                              |                                                              |                                                              |                                                               |                                                               |                                                                  |                                                                  |                                                                        |                                                                        |                                                                        |                                                                        |                                                                        |                                                                        |                                               |                                               |                                               |                                               |                                            |                                            |                                            |                                            |                                            |                                            |                                                            |                                                            |                                                            |                                                            |                                                            |                                                            |  |  |  |  |  |  |  |  |  |  |  |  |  |  |  |  |  |  |
|                                                      |                                                      |                                                      |                                                      |                                                      |                                                      |                                                 |                                                 |                                                       |                                                       |                                                       |                                                       |                                                       |                                                       |                                                                         |                                                                         |                                                                         |                                                                         |                                                                         |                                                                         |                                                                       |                                                                       |                                                                       |                                                                       |                                                    |                                                    |                                                                       |                                                                       |                                                                       |                                                                       |                                                                         |                                                                         |                                                                         |                                                                         |                                                                         |                                                                         |                                               |                                               |                                          |                                          |                                                          |                                                          |                                                              |                                                              |                                                              |                                                              |                                                              |                                                              |                                                               |                                                               |                                                                  |                                                                  |                                                                        |                                                                        |                                                                        |                                                                        |                                                                        |                                                                        |                                               |                                               |                                               |                                               |                                            |                                            |                                            |                                            |                                            |                                            |                                                            |                                                            |                                                            |                                                            |                                                            |                                                            |  |  |  |  |  |  |  |  |  |  |  |  |  |  |  |  |  |  |
|                                                      |                                                      |                                                      |                                                      |                                                      |                                                      |                                                 |                                                 |                                                       |                                                       |                                                       |                                                       |                                                       |                                                       |                                                                         |                                                                         |                                                                         |                                                                         |                                                                         |                                                                         |                                                                       |                                                                       |                                                                       |                                                                       |                                                    |                                                    |                                                                       |                                                                       |                                                                       |                                                                       |                                                                         |                                                                         |                                                                         |                                                                         |                                                                         |                                                                         |                                               |                                               |                                          |                                          |                                                          |                                                          |                                                              |                                                              |                                                              |                                                              |                                                              |                                                              |                                                               |                                                               |                                                                  |                                                                  |                                                                        |                                                                        |                                                                        |                                                                        |                                                                        |                                                                        |                                               |                                               |                                               |                                               |                                            |                                            |                                            |                                            |                                            |                                            |                                                            |                                                            |                                                            |                                                            |                                                            |                                                            |  |  |  |  |  |  |  |  |  |  |  |  |  |  |  |  |  |  |
|                                                      |                                                      | Джоáнна Толкін (англ. Joanna Tolkien) 1945—          | Джоáнна Толкін (англ. Joanna Tolkien) 1945—          | Джоáнна Толкін (англ. Joanna Tolkien) 1945—          | Джоáнна Толкін (англ. Joanna Tolkien) 1945—          | Джоáнна Толкін (англ. Joanna Tolkien) 1945—     | Джоáнна Толкін (англ. Joanna Tolkien) 1945—     |                                                       |                                                       | Г'ю Бéйкер (англ. Hugh Baker)                         | Г'ю Бéйкер (англ. Hugh Baker)                         | Г'ю Бéйкер (англ. Hugh Baker)                         | Г'ю Бéйкер (англ. Hugh Baker)                         | Г'ю Бéйкер (англ. Hugh Baker)                                           | Г'ю Бéйкер (англ. Hugh Baker)                                           |                                                                         |                                                                         |                                                                         |                                                                         |                                                                       |                                                                       |                                                                       |                                                                       |                                                    |                                                    |                                                                       |                                                                       | Сáймон Толкін (англ. Simon Tolkien) 1959—                             | Сáймон Толкін (англ. Simon Tolkien) 1959—                             | Сáймон Толкін (англ. Simon Tolkien) 1959—                               | Сáймон Толкін (англ. Simon Tolkien) 1959—                               | Сáймон Толкін (англ. Simon Tolkien) 1959—                               | Сáймон Толкін (англ. Simon Tolkien) 1959—                               |                                                                         |                                                                         | Трéйсі Стéрнберґ (англ. Tracy Sternberg)      | Трéйсі Стéрнберґ (англ. Tracy Sternberg)      | Трéйсі Стéрнберґ (англ. Tracy Sternberg) | Трéйсі Стéрнберґ (англ. Tracy Sternberg) | Трéйсі Стéрнберґ (англ. Tracy Sternberg)                 | Трéйсі Стéрнберґ (англ. Tracy Sternberg)                 |                                                              |                                                              | Крістофер Толкін (англ. Christopher Tolkien)                 | Крістофер Толкін (англ. Christopher Tolkien)                 | Крістофер Толкін (англ. Christopher Tolkien)                 | Крістофер Толкін (англ. Christopher Tolkien)                 | Крістофер Толкін (англ. Christopher Tolkien)                  | Крістофер Толкін (англ. Christopher Tolkien)                  |                                                                  |                                                                  | Áнджела Толкін (англ. Angela Tolkien)                                  | Áнджела Толкін (англ. Angela Tolkien)                                  | Áнджела Толкін (англ. Angela Tolkien)                                  | Áнджела Толкін (англ. Angela Tolkien)                                  | Áнджела Толкін (англ. Angela Tolkien)                                  | Áнджела Толкін (англ. Angela Tolkien)                                  |                                               |                                               | Домінік Толкін (англ. Dominic Tolkien)        | Домінік Толкін (англ. Dominic Tolkien)        | Домінік Толкін (англ. Dominic Tolkien)     | Домінік Толкін (англ. Dominic Tolkien)     | Домінік Толкін (англ. Dominic Tolkien)     | Домінік Толкін (англ. Dominic Tolkien)     |                                            |                                            | Зое Толкін (англ. Zoë Tolkien)                             | Зое Толкін (англ. Zoë Tolkien)                             | Зое Толкін (англ. Zoë Tolkien)                             | Зое Толкін (англ. Zoë Tolkien)                             | Зое Толкін (англ. Zoë Tolkien)                             | Зое Толкін (англ. Zoë Tolkien)                             |  |  |  |  |  |  |  |  |  |  |  |  |  |  |  |  |  |  |
|                                                      |                                                      | Джоáнна Толкін (англ. Joanna Tolkien) 1945—          | Джоáнна Толкін (англ. Joanna Tolkien) 1945—          | Джоáнна Толкін (англ. Joanna Tolkien) 1945—          | Джоáнна Толкін (англ. Joanna Tolkien) 1945—          | Джоáнна Толкін (англ. Joanna Tolkien) 1945—     | Джоáнна Толкін (англ. Joanna Tolkien) 1945—     |                                                       |                                                       | Г'ю Бéйкер (англ. Hugh Baker)                         | Г'ю Бéйкер (англ. Hugh Baker)                         | Г'ю Бéйкер (англ. Hugh Baker)                         | Г'ю Бéйкер (англ. Hugh Baker)                         | Г'ю Бéйкер (англ. Hugh Baker)                                           | Г'ю Бéйкер (англ. Hugh Baker)                                           |                                                                         |                                                                         |                                                                         |                                                                         |                                                                       |                                                                       |                                                                       |                                                                       |                                                    |                                                    |                                                                       |                                                                       | Сáймон Толкін (англ. Simon Tolkien) 1959—                             | Сáймон Толкін (англ. Simon Tolkien) 1959—                             | Сáймон Толкін (англ. Simon Tolkien) 1959—                               | Сáймон Толкін (англ. Simon Tolkien) 1959—                               | Сáймон Толкін (англ. Simon Tolkien) 1959—                               | Сáймон Толкін (англ. Simon Tolkien) 1959—                               |                                                                         |                                                                         | Трéйсі Стéрнберґ (англ. Tracy Sternberg)      | Трéйсі Стéрнберґ (англ. Tracy Sternberg)      | Трéйсі Стéрнберґ (англ. Tracy Sternberg) | Трéйсі Стéрнберґ (англ. Tracy Sternberg) | Трéйсі Стéрнберґ (англ. Tracy Sternberg)                 | Трéйсі Стéрнберґ (англ. Tracy Sternberg)                 |                                                              |                                                              | Крістофер Толкін (англ. Christopher Tolkien)                 | Крістофер Толкін (англ. Christopher Tolkien)                 | Крістофер Толкін (англ. Christopher Tolkien)                 | Крістофер Толкін (англ. Christopher Tolkien)                 | Крістофер Толкін (англ. Christopher Tolkien)                  | Крістофер Толкін (англ. Christopher Tolkien)                  |                                                                  |                                                                  | Áнджела Толкін (англ. Angela Tolkien)                                  | Áнджела Толкін (англ. Angela Tolkien)                                  | Áнджела Толкін (англ. Angela Tolkien)                                  | Áнджела Толкін (англ. Angela Tolkien)                                  | Áнджела Толкін (англ. Angela Tolkien)                                  | Áнджела Толкін (англ. Angela Tolkien)                                  |                                               |                                               | Домінік Толкін (англ. Dominic Tolkien)        | Домінік Толкін (англ. Dominic Tolkien)        | Домінік Толкін (англ. Dominic Tolkien)     | Домінік Толкін (англ. Dominic Tolkien)     | Домінік Толкін (англ. Dominic Tolkien)     | Домінік Толкін (англ. Dominic Tolkien)     |                                            |                                            | Зое Толкін (англ. Zoë Tolkien)                             | Зое Толкін (англ. Zoë Tolkien)                             | Зое Толкін (англ. Zoë Tolkien)                             | Зое Толкін (англ. Zoë Tolkien)                             | Зое Толкін (англ. Zoë Tolkien)                             | Зое Толкін (англ. Zoë Tolkien)                             |  |  |  |  |  |  |  |  |  |  |  |  |  |  |  |  |  |  |
|                                                      |                                                      |                                                      |                                                      |                                                      |                                                      |                                                 |                                                 |                                                       |                                                       |                                                       |                                                       |                                                       |                                                       |                                                                         |                                                                         |                                                                         |                                                                         |                                                                         |                                                                         |                                                                       |                                                                       |                                                                       |                                                                       |                                                    |                                                    |                                                                       |                                                                       |                                                                       |                                                                       |                                                                         |                                                                         |                                                                         |                                                                         |                                                                         |                                                                         |                                               |                                               |                                          |                                          |                                                          |                                                          |                                                              |                                                              |                                                              |                                                              |                                                              |                                                              |                                                               |                                                               |                                                                  |                                                                  |                                                                        |                                                                        |                                                                        |                                                                        |                                                                        |                                                                        |                                               |                                               |                                               |                                               |                                            |                                            |                                            |                                            |                                            |                                            |                                                            |                                                            |                                                            |                                                            |                                                            |                                                            |  |  |  |  |  |  |  |  |  |  |  |  |  |  |  |  |  |  |
|                                                      |                                                      |                                                      |                                                      |                                                      |                                                      |                                                 |                                                 |                                                       |                                                       |                                                       |                                                       |                                                       |                                                       |                                                                         |                                                                         |                                                                         |                                                                         |                                                                         |                                                                         |                                                                       |                                                                       |                                                                       |                                                                       |                                                    |                                                    |                                                                       |                                                                       |                                                                       |                                                                       |                                                                         |                                                                         |                                                                         |                                                                         |                                                                         |                                                                         |                                               |                                               |                                          |                                          |                                                          |                                                          |                                                              |                                                              |                                                              |                                                              |                                                              |                                                              |                                                               |                                                               |                                                                  |                                                                  |                                                                        |                                                                        |                                                                        |                                                                        |                                                                        |                                                                        |                                               |                                               |                                               |                                               |                                            |                                            |                                            |                                            |                                            |                                            |                                                            |                                                            |                                                            |                                                            |                                                            |                                                            |  |  |  |  |  |  |  |  |  |  |  |  |  |  |  |  |  |  |
|                                                      |                                                      |                                                      |                                                      |                                                      |                                                      |                                                 |                                                 |                                                       |                                                       |                                                       |                                                       |                                                       |                                                       |                                                                         |                                                                         |                                                                         |                                                                         |                                                                         |                                                                         | Джýдіт Толкін (англ. Judith Tolkien) 1951—                            | Джýдіт Толкін (англ. Judith Tolkien) 1951—                            | Джýдіт Толкін (англ. Judith Tolkien) 1951—                            | Джýдіт Толкін (англ. Judith Tolkien) 1951—                            | Джýдіт Толкін (англ. Judith Tolkien) 1951—         | Джýдіт Толкін (англ. Judith Tolkien) 1951—         |                                                                       |                                                                       | Áлан Крóмлголм (англ. Alan Crombleholme)                              | Áлан Крóмлголм (англ. Alan Crombleholme)                              | Áлан Крóмлголм (англ. Alan Crombleholme)                                | Áлан Крóмлголм (англ. Alan Crombleholme)                                | Áлан Крóмлголм (англ. Alan Crombleholme)                                | Áлан Крóмлголм (англ. Alan Crombleholme)                                |                                                                         |                                                                         |                                               |                                               |                                          |                                          | Сью (англ. Sue)                                          | Сью (англ. Sue)                                          | Сью (англ. Sue)                                              | Сью (англ. Sue)                                              | Сью (англ. Sue)                                              | Сью (англ. Sue)                                              |                                                              |                                                              | Тíмоті Толкін (англ. Timothy Tolkien) 1962—                   | Тíмоті Толкін (англ. Timothy Tolkien) 1962—                   | Тíмоті Толкін (англ. Timothy Tolkien) 1962—                      | Тíмоті Толкін (англ. Timothy Tolkien) 1962—                      | Тíмоті Толкін (англ. Timothy Tolkien) 1962—                            | Тíмоті Толкін (англ. Timothy Tolkien) 1962—                            |                                                                        |                                                                        | Нíколас Толкін (англ. Nicholas Tolkien) 1964-                          | Нíколас Толкін (англ. Nicholas Tolkien) 1964-                          | Нíколас Толкін (англ. Nicholas Tolkien) 1964- | Нíколас Толкін (англ. Nicholas Tolkien) 1964- | Нíколас Толкін (англ. Nicholas Tolkien) 1964- | Нíколас Толкін (англ. Nicholas Tolkien) 1964- |                                            |                                            | Стíвен Толкін (англ. Stephen Tolkien) 1966 | Стíвен Толкін (англ. Stephen Tolkien) 1966 | Стíвен Толкін (англ. Stephen Tolkien) 1966 | Стíвен Толкін (англ. Stephen Tolkien) 1966 | Стíвен Толкін (англ. Stephen Tolkien) 1966                 | Стíвен Толкін (англ. Stephen Tolkien) 1966                 |                                                            |                                                            |                                                            |                                                            |  |  |  |  |  |  |  |  |  |  |  |  |  |  |  |  |  |  |
|                                                      |                                                      |                                                      |                                                      |                                                      |                                                      |                                                 |                                                 |                                                       |                                                       |                                                       |                                                       |                                                       |                                                       |                                                                         |                                                                         |                                                                         |                                                                         |                                                                         |                                                                         | Джýдіт Толкін (англ. Judith Tolkien) 1951—                            | Джýдіт Толкін (англ. Judith Tolkien) 1951—                            | Джýдіт Толкін (англ. Judith Tolkien) 1951—                            | Джýдіт Толкін (англ. Judith Tolkien) 1951—                            | Джýдіт Толкін (англ. Judith Tolkien) 1951—         | Джýдіт Толкін (англ. Judith Tolkien) 1951—         |                                                                       |                                                                       | Áлан Крóмлголм (англ. Alan Crombleholme)                              | Áлан Крóмлголм (англ. Alan Crombleholme)                              | Áлан Крóмлголм (англ. Alan Crombleholme)                                | Áлан Крóмлголм (англ. Alan Crombleholme)                                | Áлан Крóмлголм (англ. Alan Crombleholme)                                | Áлан Крóмлголм (англ. Alan Crombleholme)                                |                                                                         |                                                                         |                                               |                                               |                                          |                                          | Сью (англ. Sue)                                          | Сью (англ. Sue)                                          | Сью (англ. Sue)                                              | Сью (англ. Sue)                                              | Сью (англ. Sue)                                              | Сью (англ. Sue)                                              |                                                              |                                                              | Тíмоті Толкін (англ. Timothy Tolkien) 1962—                   | Тíмоті Толкін (англ. Timothy Tolkien) 1962—                   | Тíмоті Толкін (англ. Timothy Tolkien) 1962—                      | Тíмоті Толкін (англ. Timothy Tolkien) 1962—                      | Тíмоті Толкін (англ. Timothy Tolkien) 1962—                            | Тíмоті Толкін (англ. Timothy Tolkien) 1962—                            |                                                                        |                                                                        | Нíколас Толкін (англ. Nicholas Tolkien) 1964-                          | Нíколас Толкін (англ. Nicholas Tolkien) 1964-                          | Нíколас Толкін (англ. Nicholas Tolkien) 1964- | Нíколас Толкін (англ. Nicholas Tolkien) 1964- | Нíколас Толкін (англ. Nicholas Tolkien) 1964- | Нíколас Толкін (англ. Nicholas Tolkien) 1964- |                                            |                                            | Стíвен Толкін (англ. Stephen Tolkien) 1966 | Стíвен Толкін (англ. Stephen Tolkien) 1966 | Стíвен Толкін (англ. Stephen Tolkien) 1966 | Стíвен Толкін (англ. Stephen Tolkien) 1966 | Стíвен Толкін (англ. Stephen Tolkien) 1966                 | Стíвен Толкін (англ. Stephen Tolkien) 1966                 |                                                            |                                                            |                                                            |                                                            |  |  |  |  |  |  |  |  |  |  |  |  |  |  |  |  |  |  |
|                                                      |                                                      |                                                      |                                                      |                                                      |                                                      |                                                 |                                                 |                                                       |                                                       |                                                       |                                                       |                                                       |                                                       |                                                                         |                                                                         |                                                                         |                                                                         |                                                                         |                                                                         |                                                                       |                                                                       |                                                                       |                                                                       |                                                    |                                                    |                                                                       |                                                                       |                                                                       |                                                                       |                                                                         |                                                                         |                                                                         |                                                                         |                                                                         |                                                                         |                                               |                                               |                                          |                                          |                                                          |                                                          |                                                              |                                                              |                                                              |                                                              |                                                              |                                                              |                                                               |                                                               |                                                                  |                                                                  |                                                                        |                                                                        |                                                                        |                                                                        |                                                                        |                                                                        |                                               |                                               |                                               |                                               |                                            |                                            |                                            |                                            |                                            |                                            |                                                            |                                                            |                                                            |                                                            |                                                            |                                                            |  |  |  |  |  |  |  |  |  |  |  |  |  |  |  |  |  |  |
|                                                      |                                                      |                                                      |                                                      |                                                      |                                                      |                                                 |                                                 |                                                       |                                                       |                                                       |                                                       |                                                       |                                                       |                                                                         |                                                                         |                                                                         |                                                                         |                                                                         |                                                                         |                                                                       |                                                                       |                                                                       |                                                                       |                                                    |                                                    |                                                                       |                                                                       |                                                                       |                                                                       |                                                                         |                                                                         |                                                                         |                                                                         |                                                                         |                                                                         |                                               |                                               |                                          |                                          |                                                          |                                                          |                                                              |                                                              |                                                              |                                                              |                                                              |                                                              |                                                               |                                                               |                                                                  |                                                                  |                                                                        |                                                                        |                                                                        |                                                                        |                                                                        |                                                                        |                                               |                                               |                                               |                                               |                                            |                                            |                                            |                                            |                                            |                                            |                                                            |                                                            |                                                            |                                                            |                                                            |                                                            |  |  |  |  |  |  |  |  |  |  |  |  |  |  |  |  |  |  |
|                                                      |                                                      |                                                      |                                                      |                                                      |                                                      |                                                 |                                                 |                                                       |                                                       |                                                       |                                                       |                                                       |                                                       |                                                                         |                                                                         |                                                                         |                                                                         |                                                                         |                                                                         |                                                                       |                                                                       |                                                                       |                                                                       |                                                    |                                                    |                                                                       |                                                                       |                                                                       |                                                                       |                                                                         |                                                                         |                                                                         |                                                                         |                                                                         |                                                                         |                                               |                                               |                                          |                                          |                                                          |                                                          |                                                              |                                                              |                                                              |                                                              |                                                              |                                                              |                                                               |                                                               |                                                                  |                                                                  |                                                                        |                                                                        |                                                                        |                                                                        |                                                                        |                                                                        |                                               |                                               |                                               |                                               |                                            |                                            |                                            |                                            |                                            |                                            |                                                            |                                                            |                                                            |                                                            |                                                            |                                                            |  |  |  |  |  |  |  |  |  |  |  |  |  |  |  |  |  |  |
|                                                      |                                                      |                                                      |                                                      |                                                      |                                                      |                                                 |                                                 |                                                       |                                                       |                                                       |                                                       |                                                       |                                                       |                                                                         |                                                                         |                                                                         |                                                                         |                                                                         |                                                                         |                                                                       |                                                                       |                                                                       |                                                                       |                                                    |                                                    |                                                                       |                                                                       |                                                                       |                                                                       |                                                                         |                                                                         |                                                                         |                                                                         |                                                                         |                                                                         |                                               |                                               |                                          |                                          |                                                          |                                                          |                                                              |                                                              |                                                              |                                                              |                                                              |                                                              |                                                               |                                                               |                                                                  |                                                                  |                                                                        |                                                                        |                                                                        |                                                                        |                                                                        |                                                                        |                                               |                                               |                                               |                                               |                                            |                                            |                                            |                                            |                                            |                                            |                                                            |                                                            |                                                            |                                                            |                                                            |                                                            |  |  |  |  |  |  |  |  |  |  |  |  |  |  |  |  |  |  |
|                                                      |                                                      |                                                      |                                                      |                                                      |                                                      |                                                 |                                                 |                                                       |                                                       |                                                       |                                                       |                                                       |                                                       |                                                                         |                                                                         |                                                                         |                                                                         |                                                                         |                                                                         |                                                                       |                                                                       |                                                                       |                                                                       |                                                    |                                                    |                                                                       |                                                                       |                                                                       |                                                                       |                                                                         |                                                                         |                                                                         |                                                                         |                                                                         |                                                                         |                                               |                                               |                                          |                                          |                                                          |                                                          |                                                              |                                                              |                                                              |                                                              |                                                              |                                                              |                                                               |                                                               |                                                                  |                                                                  |                                                                        |                                                                        |                                                                        |                                                                        |                                                                        |                                                                        |                                               |                                               |                                               |                                               |                                            |                                            |                                            |                                            |                                            |                                            |                                                            |                                                            |                                                            |                                                            |                                                            |                                                            |  |  |  |  |  |  |  |  |  |  |  |  |  |  |  |  |  |  |
|                                                      |                                                      | Менді Бейкер (англ. Mandy Baker) 1967-               | Менді Бейкер (англ. Mandy Baker) 1967-               | Менді Бейкер (англ. Mandy Baker) 1967-               | Менді Бейкер (англ. Mandy Baker) 1967-               | Менді Бейкер (англ. Mandy Baker) 1967-          | Менді Бейкер (англ. Mandy Baker) 1967-          |                                                       |                                                       | Майкл Бейкер (англ. Michael Baker) 1975-              | Майкл Бейкер (англ. Michael Baker) 1975-              | Майкл Бейкер (англ. Michael Baker) 1975-              | Майкл Бейкер (англ. Michael Baker) 1975-              | Майкл Бейкер (англ. Michael Baker) 1975-                                | Майкл Бейкер (англ. Michael Baker) 1975-                                |                                                                         |                                                                         |                                                                         |                                                                         | Фрéйя Кромлголм (англ. Freya Crombleholme) 1976-                      | Фрéйя Кромлголм (англ. Freya Crombleholme) 1976-                      | Фрéйя Кромлголм (англ. Freya Crombleholme) 1976-                      | Фрéйя Кромлголм (англ. Freya Crombleholme) 1976-                      | Фрéйя Кромлголм (англ. Freya Crombleholme) 1976-   | Фрéйя Кромлголм (англ. Freya Crombleholme) 1976-   |                                                                       |                                                                       | Пірс Кромлголм (англ. Piers Crombleholme) 1979-                       | Пірс Кромлголм (англ. Piers Crombleholme) 1979-                       | Пірс Кромлголм (англ. Piers Crombleholme) 1979-                         | Пірс Кромлголм (англ. Piers Crombleholme) 1979-                         | Пірс Кромлголм (англ. Piers Crombleholme) 1979-                         | Пірс Кромлголм (англ. Piers Crombleholme) 1979-                         |                                                                         |                                                                         |                                               |                                               |                                          |                                          |                                                          |                                                          | Адам Руел Толкін (англ. Adam Reuel Tolkien) 1969—            | Адам Руел Толкін (англ. Adam Reuel Tolkien) 1969—            | Адам Руел Толкін (англ. Adam Reuel Tolkien) 1969—            | Адам Руел Толкін (англ. Adam Reuel Tolkien) 1969—            | Адам Руел Толкін (англ. Adam Reuel Tolkien) 1969—            | Адам Руел Толкін (англ. Adam Reuel Tolkien) 1969—            |                                                               |                                                               | Рéйчел Клер Руел Толкін (англ. Rachel Clare Reuel Tolkien) 1971— | Рéйчел Клер Руел Толкін (англ. Rachel Clare Reuel Tolkien) 1971— | Рéйчел Клер Руел Толкін (англ. Rachel Clare Reuel Tolkien) 1971—       | Рéйчел Клер Руел Толкін (англ. Rachel Clare Reuel Tolkien) 1971—       | Рéйчел Клер Руел Толкін (англ. Rachel Clare Reuel Tolkien) 1971—       | Рéйчел Клер Руел Толкін (англ. Rachel Clare Reuel Tolkien) 1971—       |                                                                        |                                                                        |                                               |                                               |                                               |                                               |                                            |                                            |                                            |                                            |                                            |                                            |                                                            |                                                            |                                                            |                                                            |                                                            |                                                            |  |  |  |  |  |  |  |  |  |  |  |  |  |  |  |  |  |  |
|                                                      |                                                      | Менді Бейкер (англ. Mandy Baker) 1967-               | Менді Бейкер (англ. Mandy Baker) 1967-               | Менді Бейкер (англ. Mandy Baker) 1967-               | Менді Бейкер (англ. Mandy Baker) 1967-               | Менді Бейкер (англ. Mandy Baker) 1967-          | Менді Бейкер (англ. Mandy Baker) 1967-          |                                                       |                                                       | Майкл Бейкер (англ. Michael Baker) 1975-              | Майкл Бейкер (англ. Michael Baker) 1975-              | Майкл Бейкер (англ. Michael Baker) 1975-              | Майкл Бейкер (англ. Michael Baker) 1975-              | Майкл Бейкер (англ. Michael Baker) 1975-                                | Майкл Бейкер (англ. Michael Baker) 1975-                                |                                                                         |                                                                         |                                                                         |                                                                         | Фрéйя Кромлголм (англ. Freya Crombleholme) 1976-                      | Фрéйя Кромлголм (англ. Freya Crombleholme) 1976-                      | Фрéйя Кромлголм (англ. Freya Crombleholme) 1976-                      | Фрéйя Кромлголм (англ. Freya Crombleholme) 1976-                      | Фрéйя Кромлголм (англ. Freya Crombleholme) 1976-   | Фрéйя Кромлголм (англ. Freya Crombleholme) 1976-   |                                                                       |                                                                       | Пірс Кромлголм (англ. Piers Crombleholme) 1979-                       | Пірс Кромлголм (англ. Piers Crombleholme) 1979-                       | Пірс Кромлголм (англ. Piers Crombleholme) 1979-                         | Пірс Кромлголм (англ. Piers Crombleholme) 1979-                         | Пірс Кромлголм (англ. Piers Crombleholme) 1979-                         | Пірс Кромлголм (англ. Piers Crombleholme) 1979-                         |                                                                         |                                                                         |                                               |                                               |                                          |                                          |                                                          |                                                          | Адам Руел Толкін (англ. Adam Reuel Tolkien) 1969—            | Адам Руел Толкін (англ. Adam Reuel Tolkien) 1969—            | Адам Руел Толкін (англ. Adam Reuel Tolkien) 1969—            | Адам Руел Толкін (англ. Adam Reuel Tolkien) 1969—            | Адам Руел Толкін (англ. Adam Reuel Tolkien) 1969—            | Адам Руел Толкін (англ. Adam Reuel Tolkien) 1969—            |                                                               |                                                               | Рéйчел Клер Руел Толкін (англ. Rachel Clare Reuel Tolkien) 1971— | Рéйчел Клер Руел Толкін (англ. Rachel Clare Reuel Tolkien) 1971— | Рéйчел Клер Руел Толкін (англ. Rachel Clare Reuel Tolkien) 1971—       | Рéйчел Клер Руел Толкін (англ. Rachel Clare Reuel Tolkien) 1971—       | Рéйчел Клер Руел Толкін (англ. Rachel Clare Reuel Tolkien) 1971—       | Рéйчел Клер Руел Толкін (англ. Rachel Clare Reuel Tolkien) 1971—       |                                                                        |                                                                        |                                               |                                               |                                               |                                               |                                            |                                            |                                            |                                            |                                            |                                            |                                                            |                                                            |                                                            |                                                            |                                                            |                                                            |  |  |  |  |  |  |  |  |  |  |  |  |  |  |  |  |  |  |
|                                                      |                                                      |                                                      |                                                      |                                                      |                                                      |                                                 |                                                 |                                                       |                                                       |                                                       |                                                       |                                                       |                                                       |                                                                         |                                                                         |                                                                         |                                                                         |                                                                         |                                                                         |                                                                       |                                                                       |                                                                       |                                                                       |                                                    |                                                    |                                                                       |                                                                       |                                                                       |                                                                       |                                                                         |                                                                         |                                                                         |                                                                         |                                                                         |                                                                         |                                               |                                               |                                          |                                          |                                                          |                                                          |                                                              |                                                              |                                                              |                                                              |                                                              |                                                              |                                                               |                                                               |                                                                  |                                                                  |                                                                        |                                                                        |                                                                        |                                                                        |                                                                        |                                                                        |                                               |                                               |                                               |                                               |                                            |                                            |                                            |                                            |                                            |                                            |                                                            |                                                            |                                                            |                                                            |                                                            |                                                            |  |  |  |  |  |  |  |  |  |  |  |  |  |  |  |  |  |  |
|                                                      |                                                      |                                                      |                                                      |                                                      |                                                      | Ройд Бейкер (англ. Royd Baker) 1969-            | Ройд Бейкер (англ. Royd Baker) 1969-            | Ройд Бейкер (англ. Royd Baker) 1969-                  | Ройд Бейкер (англ. Royd Baker) 1969-                  | Ройд Бейкер (англ. Royd Baker) 1969-                  | Ройд Бейкер (англ. Royd Baker) 1969-                  |                                                       |                                                       | Кéтрін Толкін (англ. Catherine Tolkien) 1969-                           | Кéтрін Толкін (англ. Catherine Tolkien) 1969-                           | Кéтрін Толкін (англ. Catherine Tolkien) 1969-                           | Кéтрін Толкін (англ. Catherine Tolkien) 1969-                           | Кéтрін Толкін (англ. Catherine Tolkien) 1969-                           | Кéтрін Толкін (англ. Catherine Tolkien) 1969-                           |                                                                       |                                                                       | Рут Толкін (англ. Ruth Tolkien) 1982-                                 | Рут Толкін (англ. Ruth Tolkien) 1982-                                 | Рут Толкін (англ. Ruth Tolkien) 1982-              | Рут Толкін (англ. Ruth Tolkien) 1982-              | Рут Толкін (англ. Ruth Tolkien) 1982-                                 | Рут Толкін (англ. Ruth Tolkien) 1982-                                 |                                                                       |                                                                       |                                                                         |                                                                         | Ніколас Толкін (англ. Nicholas Tolkien) 1990-                           | Ніколас Толкін (англ. Nicholas Tolkien) 1990-                           | Ніколас Толкін (англ. Nicholas Tolkien) 1990-                           | Ніколас Толкін (англ. Nicholas Tolkien) 1990-                           | Ніколас Толкін (англ. Nicholas Tolkien) 1990- | Ніколас Толкін (англ. Nicholas Tolkien) 1990- |                                          |                                          |                                                          |                                                          | Дими´трій Толкін-Пайє´ (англ. Dimitri Tolkien-Paillet) 2005- | Дими´трій Толкін-Пайє´ (англ. Dimitri Tolkien-Paillet) 2005- | Дими´трій Толкін-Пайє´ (англ. Dimitri Tolkien-Paillet) 2005- | Дими´трій Толкін-Пайє´ (англ. Dimitri Tolkien-Paillet) 2005- | Дими´трій Толкін-Пайє´ (англ. Dimitri Tolkien-Paillet) 2005- | Дими´трій Толкін-Пайє´ (англ. Dimitri Tolkien-Paillet) 2005- |                                                               |                                                               | Сéмюел (англ. Samuel) 2006-                                      | Сéмюел (англ. Samuel) 2006-                                      | Сéмюел (англ. Samuel) 2006-                                            | Сéмюел (англ. Samuel) 2006-                                            | Сéмюел (англ. Samuel) 2006-                                            | Сéмюел (англ. Samuel) 2006-                                            |                                                                        |                                                                        |                                               |                                               |                                               |                                               |                                            |                                            |                                            |                                            |                                            |                                            |                                                            |                                                            |                                                            |                                                            |                                                            |                                                            |  |  |  |  |  |  |  |  |  |  |  |  |  |  |  |  |  |  |

### Походження родини та прізвища Толкінів
По батьківській стороні родина Толкінів мала німецьке коріння і походила із Саксонії (Німеччина), однак уже із XVIII століття постійно мешкала на території Англії і (за свідченнями самого Толкіна, висловленими у листі до керівництва американської книговидавничої компанії «Г'ютон Міффлін» від 30 червня 1955 р.) стала 
|  | до мозку кісток англійською (не британською) |

По материній стороні родина походила з м. Івшема (Вустершир, Англія).

#### Про прізвище
Англійське прізвище Толкін (англ. Tolkien) є англізованим варіантом німецького прізвища Толлкін (нім. Tollkiehn), етимологічного різновиду прикметника tollkühn, «нерозважливо хоробрий». Найвідоміший біограф письменника Гамфрі Карпентер (1946–2005) згадує наступну сімейну легенду про походження імені, яку розповідала тітка письменника Грейс Біндлі Толкін (англ. Grace Bindley Tolkien). У 1529 році лицар на ім'я Георг із молодшої гілки династії Гогенцоллернів, який воював під командуванням ерцгерцога Фердинанда Австрійського, здійснив подвиг: за власною ініціативою напав на османський табір і захопив султанський штандарт. У нагороду він нібито отримав прізвисько «Tollkühn». Із часом це прізвисько поширилось на всю родину, яка до XVIII ст. розсіялась по всій Європі. Французька гілка, наприклад, стала називатись du Temeraire (тобто «Сміливці»), а англійська гілка зберегла давньонімецьке прізвище, лише англізувавши його до «Tollkiehn», а в сучасному варіанті «Tolkien».
З українських джерел відомо кілька варіантів транскодування прізвища письменника. Крім фонетично найбільш коректного Толкін (МФА: [ˈt̺ɒlˌki:n] або [ˈt̺əʊlˌki:n]), в українських виданнях творчої спадщини також траплялися Толкієн і Толкин, де перше пов'язане із тривалою традицією транслітерації в російських перекладах (встановленою першим на теренах СРСР перекладом роману «Володар Перстенів» Андрія Кистяковського та Володимира Муравйова, Москва, 1982), а друге є наслідком невдалого редакторського рішення, не погодженого з перекладачем, пізніше виправленого в другому виданні роману (Львів, 2004–2005 і, відповідно, 2006). У російськомовних виданнях радянського часу, поширених в Україні, також траплялися й інші варіанти передачі прізвища Tolkien: Толкайєн («Краткая литературная энциклопедия», Москва, 1972), Толк'єн (уперше в «Краткой литературной энциклопедии», Москва, 1978).

#### Псевдоніми і літературні альтер-еґо
У житті, творчості і листуванні Дж. Р. Р. Толкін послуговувався низкою псевдонімів та літературних альтер-еґо, більшість із яких відображають його філологічні зацікавлення.

##### Дитячі імена та прізвиська
- Фíліп (англ. Philip), ім'я, дане при конфірмації (1903);
- «Видра» (англ. Otter), псевдонім мовою анімалік (бл. 1905);
- «Видра» (есп. Lutro), псевдонім мовою есперанто (1909);
- Рýґінвальдус Двáлаконіс (англ. Ruginwaldus Dwalakôneis), «Рональд Толкін» новоґотською мовою (10-і рр. XX ст.).

##### Період «Чайного Клубу і Барровіанського товариства» (1911—1918)
- Портóрій Áцер Ґермáнік (лат. Portorius Acer Germanicus), де лат. portorius, «митний» та acer, «запальний» обігрують омонімічні паралелі в прізвищі письменника: Tolkien = англ. toll («мито») + keen, («проникливий, запальний»);
- Вектіґáлік Áцер (лат. Vectigalicus Acer), створене за аналогією із попереднім псевдонімом, тут лат. vectigalis — «митний, податковий»;
- Ейсфорíд Акрíб Поліґлóттей (лат. Eisphorides Acribus Polyglotteus), створене за аналогією із попередніми, однак із використанням грецьких коренів та гр. πολύγλωττος, «багатомовний»;
- Містер Ундархріменітупп (англ. Mr. Undarhruiménitupp), псевдонім, вигаданий Дж. Р. Р. Толкіном та його другом К. Вайзменом «ґаутською» мовою (англ. Gautisk), якою нібито говорили персонажі давньоанглійського епосу «Беофульф»;
- Ґéбріел, Ґеб (у значенні «Гавриїл») (англ. Gabriel, Gab) звертання до Дж. Р. Р. Толкіна у листах К. Вайзмена.

##### Оксфордський період (1931—1954)
- Тóллерз (англ. Tollers) створене з урахуванням оксфордського студентського сленгу і вживалося переважно членами об'єднання «Інклінґів».

##### Літературні псевдоніми
- Фізіолог (англ. Fisiologus), можливо, навіяне однойменною назвою середньовічного бестіарію (Physiologus, II—III ст.), цим іменем підписані вірші «Фаститокалон» (Fastitocalon, 1927) та «Iumbo, or, Ye Kind of Ye Oliphaunt» ([Юмбо, або Якийсь там оліфант], 1927?);
- К. Бéґп'юз (англ. K. Bagpuize), К[інґстон]-Беґп'юз — назва невеличкого села в графстві Оксфорд, цим іменем підписаний вірш «Progress in Bimble Town» ([Прогрес у Бімбл-Тауні], 1931);
- Рáґнальд Хрéдмодінґ (англ. Ragnald Hrædmóding), переклад нім. tollkühn давньоанглійською мовою; цим псевдонімом підписаний вірш давньоанглійською мовою на честь В. Г. Одена (1967).

##### Підписи
- Рагінуальд (лат. Raginualdus), дарчий підпис (1971);
- Дж. Р. Р. Т. (англ. JRRT), періодично вживаний у листуванні;
- Дж. Р. Р. 2 Т. (англ. JR2T), у листі до Джой Гілл від 26 грудня 1971 р.

##### Альтер-еґо у всесвіті «Володаря Перснів»
- Лірíлло Нолдорін (Lirillo Nóldorin), бог пісні у ранній міфології Арди, із яким себе ототожнював Дж. Р. Р. Толкін;
- Éріол (Eriol, «той, хто снить на самотині») або Óттор Вéфре (д.-англ. Ottor Wæfre, «Видра» «Невгамовний, мандрівник»), ранні імена, під якими відомий пізніший персонаж Ельфвіне (д.-англ. Ælfwine);
- Джон Джéтро Рéшболд (англ. John Jethro Rashbold) і «старий професор Решболд із Пембрук[-Коледж]а», персонажі із посмертно надрукованих «The Notion Club Papers». Цікаво, що ім'я John Jethro Rashbold є, по суті, повною калькою імені John Reuel Tolkien, оскільки прикметник rashbold є англійським перекладом німецького tollkühn, а імена Reuel (Вих. 2: 18) та Jethro (Вих. 3: 1) в англійському перекладі носить один і той самий біблійний персонаж — тесть Мойсея[67]
- Рéймер (англ. Ramer, від англ. діал. ramer, «той, хто марить»), на думку дослідника творчості Дж. Р. Р. Толкіна Тома А. Шиппі, ще одне альтер-еґо письменника зі згаданого вище твору;
- Аркáстар Мондосарéссе (квенья Arcastar Mondósaresse), вжите письменником в одній нотатці (1968);
- Бéрен (Beren), персонаж «Сільмарілліону», із яким себе Дж. Р. Р. Толкін ототожнював протягом життя, особливо у контексті стосунків із дружиною яку називав «моя Лутіен» (Лутіен — подруга Берена), під цими іменами подружжя поховане в Оксфорді (див. нижче).

Варто відзначити, що у спільноті фахових толкіністів і фанатів творчості письменника до останнього часто вживається апелятив «Професор» (англ. the Professor).

### Офіційні і базові англомовні ресурси
1. Tolkien Estate Ltd. [Архівовано 8 березня 2008 у Wayback Machine.], офіційний вебсайт компанії-власника авторських прав на твори Дж. Р. Р. Толкіна;
2. HarperCollins Tolkien Website [Архівовано 17 серпня 2018 у Wayback Machine.], офіційний вебсайт британського видавця творів Дж. Р. Р. Толкіна компанії «Гарпер-Коллінз паблішерз» (Лондон);
3. Houghton Mifflin Co. [Архівовано 8 березня 2008 у Wayback Machine.], офіційний вебсайт американського видавця творів Дж. Р. Р. Толкіна компанії «Г'ютон-Міффлін» (Бостон, Нью-Йорк, США);
4. The Bodleian Library [Архівовано 13 лютого 2021 у Wayback Machine.], офіційний вебсайт Бодліанської бібліотеки (Оксфордський університет), хранителя більшості рукописних матеріалів Дж. Р. Р. Толкіна;
5. Marquette University Special Collections — J.R.R. Tolkien Web site [Архівовано 12 січня 1998 у Wayback Machine.], вебсайт Особливої колекції бібліотеки Університету ім. Ж. Маркетта (Мілвокі, Вісконсін, США), у якій зберігаються рукописи «Гобіта», «Володаря Перстенів», «Фермера Джайлза з Хему» і «Містера Блісса»;
6. Tolkien Society [Архівовано 9 січня 2007 у Wayback Machine.], вебсайт Толкінівського товариства (Велика Британія);
7. Tolkien Gateway [Архівовано 21 жовтня 2007 у Wayback Machine.];
8. Tolkien Library [Архівовано 24 вересня 2013 у Wayback Machine.];
9. Tolkien Guide [Архівовано 30 березня 2008 у Wayback Machine.];
10. Tolkien On-line [Архівовано 9 травня 2008 у Wayback Machine.]
11. The Mythopoetic Society [Архівовано 16 березня 2008 у Wayback Machine.], офіційний вебсайт Міфопоетичного товариства (США), створеного на перших хвилях популярності толкінівського літературного стилю і покликаного всіляко підтримувати його та поширювати.

### Штучні мови Дж. Р.Р.Толкіна
1. Ardalambion [Архівовано 5 грудня 2003 у Wayback Machine.], «Ардаламбіон», вебсторінка Гельґе Февсканґера (Норвегія), присвячена всім штучним мовам Дж. Р. Р. Толкіна;
2. Elvish Linguistic Fellowship [Архівовано 13 травня 2012 у Wayback Machine.], Ельфійське лінгвістичне товариство (США);
3. Parma Eldalamberon [Архівовано 14 березня 2008 у Wayback Machine.], офіційний вебсайт лінгвістичного часопису «Парма ельдаламберон» (США), у котрому, зазвичай, оприлюднюються свіжі архівні документи толкінівської тематики;
4. Vinyar Tengwar [Архівовано 19 жовтня 2007 у Wayback Machine.], офіційний вебсайт лінгвістичного часопису «Віньяр тенґвар» (США), у котрому, зазвичай, оприлюднюються свіжі архівні документи толкінівської тематики;